# アイカツ!の登場人物一覧
アイカツ!の登場人物一覧（アイカツ!のとうじょうじんぶついちらん）は、データカードダス（DCD）『アイカツ!』、またそれを原作としたテレビアニメ『アイカツ!』に登場する人物の一覧である。
プレイヤーキャラクターの声優および歌唱担当者はそれぞれゲーム・アニメ共通となっている。また、キャラクターの歌唱は一部を除きSTAR☆ANISまたはAIKATSU☆STARS!のメンバーが担当している。

## メインキャラクター

### スターライト学園（1stシーズンから）
星宮 いちご（ほしみや いちご）
声 - 諸星すみれ / 歌 - わか（霧島若歌）
本作品群の主役格キャラクター。テレビアニメ2ndシーズンまでの主人公。黄色のロングヘアが特徴で、頭につけた赤色のリボンカチューシャがチャームポイント。瞳の色はストロベリーレッド。レッスン時は髪型をツインテールにまとめたお下げにしている。イメージカラーはピンク。
スターライト学園中等部1年生→2年生（第26話より）→3年生（第51話より）→高等部1年生（第76話より）→2年生（第127話より）→3年生（未来へのSTARWAY）。
3月15日生まれ、うお座のO型。身長は151cm→156cm→157cm。一人称は「わたし」。年齢は12歳（1stシーズン開始時）→22歳（未来へのSTARWAY）。
食欲旺盛で、好きな物は最初に食べる派。焼肉やササミといった肉類が好物。料理が得意で、オフの日は「のり弁」や「いちごパフェ」を作っている。そのため、あおいや蘭からは「歩くレシピ」「先生」などと尊敬されている。ジョニー別府からは「スター宮」と呼ばれる。
好きなブランドは「Angely Sugar（エンジェリーシュガー）」。オーラはプリムローズと青い玉。
天然かつ行動派で、前向きながんばり屋。興味がある物には手が早い。案外口は堅く、言いたいことがあるのに黙ってなくてはならない時には常に食べ物を頬張り口の中をいっぱいにして言うのを我慢する癖がある。当初はスポーツや運動が苦手だったが、スターライトでの特訓やアメリカでの様々な境遇を経て、後に高い身体能力を身につける。特訓では「アイ・カツ」を口に出して自分に言い聞かせている。また、お祭りが好き。
芸能事情には疎くアイドルの知識もないため、あおいに助けられることが多い。親友のあおいに誘われて「スターライト学園」へ編入し、アイドルデビューを目指すことになる。
入学オーディションでは難なくスペシャルアピールを出すなど底知れぬ能力を秘めているが、美月とコンビを組むまではスペシャルアピールを1回しか出せなかった。「才能がある。いつか私を超える。」と美月に評されるほど。
新人ながら、おとめとともに主演となった映画「オシャレ怪盗☆スワロウテイル the movie」が好評となっている一方、ゲスト出演ながら「イケナイ刑事」ではコケる新米刑事としても好評を得ている。
美月のユニット結成発表後に、あおい・蘭と共にユニット「ソレイユ」を組み、リーダーになる。
「スターライトクイーンカップ」の決勝に進んで惜しくも美月に敗れるが、「もっとわくわくする」という理由で一時休学してアメリカに渡り、1年後に帰国して復学する。渡米中はホームステイをしながら数々の伝説を作っていた。
復学後は初挑戦の星座アピールを出すなど意外性は健在。家から持ってきたおしゃもじは渡米中に学園のみんなでお守りにされ、卒業時には後輩のさくらに受け継がれた。
「アイカツ8サマーツアー」を通じ、マスカレードを超えるアイドルを目指す美月を超えることを目標とする。
アニメ内アイカツランキング2位。アイカツファンによる人気投票では、2013年ファンブック人気投票1位、2014年2月WHF'14総選挙4位、2014年7月アイカツ8最終順位第5位。『トゥインクルスターカップ』ではセイラと2wingSを組んでWMと対決し、見事勝利を収めた。
劇場版においては彼女が主役のライブ「大スター宮いちごまつり」を開催、アイカツランキング1位にまで登りつめ、正真正銘のトップアイドルになる。
その後、3期においてはあかりたちの先輩として1期、2期の美月のような立ち位置になり、あかりにアドバイスを送っていた。第122話の「ヴァンパイア・ミステリー」でヴァンパイアにされた生徒役の一人として参加した。前述のユニット「ソレイユ」を大切に想っており、現在の夢はあおい、蘭とずっと一緒に活動を続けていくことである。第125話にて、半年間のドームツアー「アワー・ドリーム」に出ることになり、あおい、蘭と共にスターライト学園を一時離れる。字幕放送での字幕の色は黄色で、3rdシーズンが開始した102話以降の字幕の色は白。
第146話ではツアーを終え、あおい・蘭と共にスターライト学園に帰還。去年は果たせなかったソレイユの3人でアイカツ8に入るという目標も達成できた。その際「大スターライト学園祭」の開催を宣言、自身もソレイユとして学園祭に参加し、優勝を収めた。
最終回ではスターライトクイーンとなったあかりにお祝いとしてのり弁を作り、あかりの頼みでSoleilとLuminasでステージに立った。その後、あかりの誕生日祝いと称してマラソンで対決。スターライトクイーンのあかりはもう自分と同等のアイドルとして、勝ったらプレゼントをあげることにする。激戦の末、あかりが勝利。その後、あかりと共にユニット「コスモス」を組む。衣装を着て自分のメイクをしていたあかりを「あかり!」と呼び掛け、あかりからも「いちご!」と呼ばれてから、共に大きなドームに立って物語は幕を閉じた。
『未来へのSTARWAY』ではスターライト学園卒業後、ソロアイドルとしての活動が中心となっている。学園の友人達とは卒業後も交流を続けている。
アイカツ! フォトonステージでは、2016年4月11日アップデート時点でSR・Rフォトで登場している。PRフォトについては標準・イベント連動おでかけ提供である。
次シリーズであるアイカツスターズ!では『2弾シーズンサマー』の劇場版と連動のスペシャルイベント内で限定プレイアブルキャラクターとして登場。イベント終了後はスペシャルステージカードで遊べるステージのバックダンサーのみでの登場であったが、『星のツバサ2弾』から条件付きで通常プレイアブル化。アニメ（第70話）でもアイカツ!シリーズ5周年記念のコラボエピソードで登場。『星のツバサ3弾』ではアイカツ!シリーズ5周年記念の一環として、いちごと同じ髪型の『サンシャインストレート』と髪色の『スターイエロー』が期間限定で配信された。

霧矢 あおい（きりや あおい）
声 - 田所あずさ / 歌 - ふうり（上花楓裏）
いちごのクラスメイトの少女。ツーサイドテールの青髪が特徴で、水色のシュシュをつけている。瞳の色は髪の色と同じ青色。イメージカラーはブルー。
スターライト学園中等部1年生→2年生（第26話より）→3年生（第51話より）→高等部1年生（第76話より）→2年生（第127話より）→3年生（未来へのSTARWAY）。
1月31日生まれ、みずがめ座のA型。身長は152cm→157cm。一人称は「わたし」。クールかつミーハーな性格。「穏やかじゃない！」が口癖。
好きな食べ物はサンドイッチ（携帯食）だが猫舌なため、熱い食べ物が苦手。いちごの親友で、自称「いちごのファン一号」。蘭に対しては、作中で弄ることが多い。
好きなブランドは「FUTURING GIRL（フューチャリングガール）」。オーラは星と雪の結晶。
「アイドル博士」と呼ばれており、芸能界のニュースに詳しく、アイドルのデータ分析が得意。そのため、一度見たアイドルは忘れない。アイスマを大事にしており、オフの日はアイドル情報調べをしている。
幼少時代に幾つもの稽古をしていたため、編入試験の筆記テストでは1位を獲得し、運動では並はずれた体力を持つ。いちごの弟のらいちからは「あおい姐さん」と呼ばれて慕われている。
趣味が高じていちごを誘い、2人で「スターライト学園」へ編入し、いちごのルームメイトになる。
神谷しおんとともに「イケナイ刑事3」のメインキャストに抜擢され、映画にも主演になるほど人気がある。コラボドラマ「チョコポップ探偵」のアイデア出しもしており、ドリームアカデミーのセイラときいが主演に選ばれている。
美月のユニット結成発表後に、いちご・蘭と共にユニット「ソレイユ」を組む。いちご渡米中は女優がメインで、映画「イケナイ警視総監」の主演にも抜擢された。
アニメ内アイカツランキング7位→9位→8位。アイカツファンによる人気投票では、2014年2月WHF'14総選挙ランク外、2014年7月アイカツ8最終順位第7位（ただしストーリーの都合上、アニメでは落選）。
劇場版では大スター宮☆いちご祭りのプロデューサーを担当。生ドラマパートでは、イケナイ警視総監役も務めた。ライブパートではソレイユとして「ダイヤモンドハッピー」を、いちご、蘭、おとめと共に「ハッピィクレシェンド」を披露した。
第3期では後輩のアドバイス役として、「外せないステージについて」の授業であかりたちの先生をしたり、ファンとの接し方に悩んでいたあかりやスミレにアドバイスしたり、お天気キャスターを目指していたあかりに共演したことのある気象予報士を紹介した。第125話にて、半年間のドームツアー「アワー・ドリーム」に出ることになり、いちご、蘭と共にスターライト学園を一時離れる。字幕放送での字幕の色は水色で、3rdシーズンが開始した102話以降の字幕の色は白。
『未来へのSTARWAY』ではスターライト学園卒業後の進路を考える中、これまでの経験から「物事を教える事の楽しさ」を知り、自身を付けるためにアメリカ留学を決意する。これに伴い、Soleilは卒業ライブを最後に2度目の活動休止に入る事となった。卒業後はロサンゼルスで勉強している。
アイカツ! フォトonステージでは、2016年4月11日アップデート時点でSR・Rフォトで登場している。PRフォトについては標準・イベント連動おでかけ提供である。
アイカツスターズ!では『星のツバサ2弾』から登場、『星のツバサ6弾』からのタイプレベルボーナスであおいがサイドテールを解いたときの髪型である『ふんわりロング』（アイカツ！では『2016シリーズ第3弾』の期間限定イベントで配信）と髪色の『アクエリアスブルー』が配信されていた他、他、アニメ（第70話）でもアイカツ!シリーズ5周年記念のコラボエピソードでも登場。

紫吹 蘭（しぶき らん）
声 - 大橋彩香 / 歌 - すなお（吉河順央）→ゆな（市倉有菜）
いちごのクラスメイトの少女。髪型は赤茶色のストレートロングヘア。瞳の色は紫色。レッスン時はポニーテールを紫色の蝶の形のリボンで結った髪型にしている。別名「美しき刃」。セクシータイプ。イメージカラーはパープル。
スターライト学園中等部1年生→2年生（第26話より）→3年生（第51話より）→高等部1年生（第76話より）→2年生（第127話より）→3年生（未来へのSTARWAY）。
8月3日生まれ、しし座のAB型。身長は158cm→163cm。一人称は「あたし」。おやつ感覚がズレており、板ワカメ、煮干、ちからこぶ煎餅など和風で渋い物を好む。また、スイートトマト（プチトマト）が好物で、好きな物は最後まで残す派。
好きなブランドは「SPICY AGEHA（スパイシーアゲハ）」。オーラは金色のアゲハチョウ。
芸歴15年のベテランアイドルかつ子役出身で、「スターライト学園」入学前から芸能界のキャリアがあり、プロ意識が強い。姉御肌でツンデレな性格。すこし照れ屋でもあり、名前を「ちゃん」づけで呼ばれるのを恥ずかしがる。この性格が災いしてか、いちごとあおいに弄られることが多い。
特訓では厳しく、いちごやあおいに「鬼コーチ」と言われている。オフの日はポージング練習をしている。恵方巻きが得意になっており、酢飯を作るところから情を入れている。しかし、具材は渋いものを入れる傾向にある。
小さい頃は男の子のモデルをしたことがあり、小学生時代は男の子と間違われることもあった。
親友の真子が去ってからは心を閉ざし、1人でいることが日常になっていたが、ファッションショーオーディションの一件以来、いちごたちと親しくなったことで過去をふっきれる。
「SPICY AGEHA」に出会って「この服が似合う自分になりたい」と思うようになっていき、スパイシーアゲハの専属モデルオーディションに受けるが、自身の憧れの存在である新城絵麻に敗北する。
上記のことで少しの間ランウェイを歩くのを拒んだが、学園長に「ミューズの本当の意味」を教えてもらい、卒業ファッションショーに臨み、最終的に学園を卒業する絵麻に「越えてみせる」と伝える。そのあと、SPICY AGEHA専属モデルに抜擢されている。
美月のユニットメンバーを決めるファイナルオーディションで「トライスター」の最後の一人に抜擢されるが、ソレイユの初ライブ直前にトライスターを脱退し、いちご・あおいと共に「ソレイユ」を組む。
ゆるキャラ「えびポン」の大ファンで、それが公表されると専属PRモデルにも選ばれている。
アニメ内アイカツランキング12位→13位。アイカツファンによる人気投票では、2013年ファンブック人気投票2位、2014年2月WHF'14総選挙ランク外、2014年7月アイカツ8ランク外。
劇場版では、衣装を担当。生ドラマパートでは怪盗スワロウテイル役として風沢そらと共に出演した。ライブパートではソレイユのメンバーとして「ダイヤモンドハッピー」を、いちご、あおい、おとめと共に4人で「ハッピィクレシェンド」を披露した。
第3期では半年間のドームツアー「アワー・ドリーム」に出ることになり、いちご、あおいと共にスターライト学園を一時離れる。
『未来へのSTARWAY』では学園卒業後、本格的に女優業に進出し、舞台女優を軸に活動している。また、いちごと同じ住居で一緒に暮らしている。
アイカツ! フォトonステージでは、2016年4月11日アップデート時点でSR・Rフォトで登場している。PRフォトについては標準・イベント連動おでかけ提供である。
アイカツスターズ!では『星のツバサ2弾』から登場、『星のツバサ5弾』からのタイプレベルボーナスで蘭のレッスン時の髪型である『さわやかポニーテール』（アイカツ！では『2016シリーズ第3弾』の期間限定イベントで配信）と髪色の『ビューティーブラウン』が配信されていた他、アニメ（第70話）でもアイカツ!シリーズ5周年記念のコラボエピソードでも登場。

有栖川 おとめ（ありすがわ おとめ）
声 - 黒沢ともよ / 歌 - れみ（美谷玲実）
髪の色は明るい茶色で、シニヨン風のツインテールを2つ頭頂部でまとめた髪型にシュシュをしている。瞳の色はオレンジ色。ポップタイプ。イメージカラーはイエロー。
スターライト学園中等部1年生→2年生（第26話より）→3年生（第51話より）→高等部1年生（第76話より）→2年生（127話より）→3年生（未来へのSTARWAY）。
5月5日生まれ、おうし座のB型。身長は148cm→153cm。一人称は「おとめ」。人を呼ぶときは「○○（名前）たん」。
かわいいものや甘い物を好み、とくに甘いポップコーンが好物で、間食後の運動は欠かさない。ほかにもハンバーグ、オムライス、スパゲッティ、エビフライ、プリン、アイスクリームなどが好物。苦手な食べ物はピーマン、グリンピース、セロリ、ゴーヤなどがある。
お菓子を大事にしており、オフの日はスイーツの食べ歩きをしており、食いしんぼうだが情には涙脆い一面がある。特技は、モノマネ（動物など）。気に入ったものに対しては「らぶゆー」と口癖がでたり、相手にお礼を言うときは「ペコペコリーン」と言うなど、独特なしゃべり方で話すことが多い。また、「です」「なのです」などの敬語で話す。
好きなブランドは「HAPPY RAINBOW（ハッピーレインボー）」。オーラはフルーツとスイーツ。
「第17回全国ポップガールコンテストグランプリ」の優勝者で、超天然娘100%アイドル。ポップンポップコーンほか、数々のCMで有名人になっている。
いちごたちとは別クラスだが、いちご達と親しくいつも「ポップンポップコーン」を差し入れしている。普段は虹をチェックするために頻繁に噴水を見に行くが、虹を掴もうとして噴水の中に落ちてしまう。
努力家であり、本番への恐怖心があるため、見えない所で練習を欠かしていない。
両親は幼稚園を経営しており、おとめ自身も幼いころから手伝っていた。小さい頃は高所恐怖症で滑り台が苦手だった。
いちごのソレイユ、美月のトライスターのユニット結成に触発され、自主ユニット「ぽわぽわプリリン」をさくら、しおんとともに結成し、ユニットリーダーとなる。
美月がスターライト学園を辞めたあとのスターライトクイーンに選ばれており、かつての美月パレスを「おとめ御殿」と名を変え住んでいた。
アーケードでは第2弾から登場で、アニメでは第10話から登場。アニメ内アイカツランキング4位→5位→6位。アイカツファンによる人気投票では、2014年アイカツ8最終順位はランク外であったがアニメでは当選している。
劇場版ではグッズを担当。生ドラマパートでは神谷しおんの警察犬役として出演した。ライブパートでは、いちご、あおい、蘭とともに「ハッピィクレシェンド」を披露した。
第3期ではスターライトクイーンになる為に努力しているさくらの緊張をほぐすとともに、同じユニットのメンバーの一人として応援した。あかり達にはトークのコツを教えている。
アイカツ! フォトonステージでは、2016年4月11日アップデート時点でSR・Rフォトで登場している。PRフォトについては標準・イベント連動おでかけ提供である。
アイカツスターズ!では『星のツバサ5弾』からのタイプレベルボーナスでおとめと同じ髪型の『ソフトツイン』と髪色の『ハッピーブラウン』が配信されていた。
藤堂 ユリカ（とうどう ユリカ）
声 - 沼倉愛美 / 歌 - もえ（山崎もえ）→れみ（美谷玲実）
おとめのクラスメイト。緑がかった銀髪を縦ロールのツインテールにした髪型が特徴で、水色のリボンで結んでいる。瞳の色は青緑色。クールタイプ。イメージカラーはグリーン（深緑）、またはビリジアン。
スターライト学園中等部1年生→2年生（第26話より）→3年生（第51話より）→高等部1年生（第76話より）→2年生（第127話より）→3年生（未来へのSTARWAY）。
12月26日生まれ、やぎ座のB型。身長は153cm→158cm。愛称は「ヴァンパイア藤堂ユリカさま」。一人称は「ユリカ様」、または「わたし」。
黒い日傘を大事にしており、オフの日はヴァンパイア研究をしている。
好きなブランドは「LoLi GoThiC（ロリゴシック）」。オーラはコウモリと黒い羽根と紫色のハート型の宝石。
少女漫画『吸血鬼の恋人』が好きで、ゴスロリ調ブランドの「LoLi GoThiC」に出会い、ファンに楽しんでもらうためにドラキュラ伯爵の血を引く吸血鬼の末裔というキャラクターを演じている。
本人によると「ロリゴシック以外の衣服を身に纏うと、心の臓が張り裂けて死んでしまう」とのことだが、ニューカマーアイドルライブでのエンジェリーシュガーや、ベリーグッドモーニングシリアルのCMでのハッピーレインボーなど、他のブランドの衣装を着用することもある。また、その時にいちごに「制服着てるじゃん」とツッコまれた。
「人間と吸血鬼のあいだに生まれ、推定600歳、永遠の時刻を生き、供に旅する下僕を探している吸血鬼の末裔」という設定で、ミステリアスなキャラクターでブレイクしている。
吸血鬼の弱点には敏感で、日除けのために黒い日傘を差す。日に当たると灰になるが3秒なら平気とのこと。「銀製品が苦手で、食事代わりにローズティしか飲まない」という設定をしている（食生活に気を使って、トマトジュースや青汁を飲む場合もある）。
設定性格は高飛車で、決めゼリフは「そんなにユリカさまに血を吸われたいの?」「血を吸うわよ」。口癖は「〜しないこともなくもなくってよ」。部屋は洋風で、ベッドには棺桶まである。吸血鬼としての母親はカーミラという設定。
プライベートではツインテールを解いて、眼鏡をかけている。この際は、大人しく地味な性格になる。吸血鬼キャラを演じているが、にんにくラーメンや牛丼が好物。高級メロンなど高級なものは苦手。
運動が苦手なため、野外特訓では吸血鬼の設定を理由にさぼることが多々ある。しかし、水泳（とくにバタフライ）は得意。いちごたちにはプライベートを知られており、彼女たちといる時は素に戻ることもある。しかし大抵は即座に設定されたキャラクターに戻り、ツンデレ気味の態度をとる。
週刊誌に素顔が載せられるというスキャンダルに見舞われ、一度はアイドルをやめることも考えたが、いちごたちの励ましやファンの思い、ロリゴシックへの強い思いで乗り越えている。
トライスター加入オーディションでは一度落ちたものの、蘭脱退後にユリカが誰も見ていないところでも吸血鬼キャラを貫き通しているのを観た美月に抜擢されて「トライスター」のひとりとして活動することとなる。
スターライトクイーンカップ時点で「ラリルレロックフェス」へ出演しており、その後も黒ミサと称したライブを行っている。
トライスター解散の経緯もあり、「パートナーズカップ」ではかえでとペアを組むのを拒んだが、かえでと和解してパートナーを組む。
アーケードでは第3弾から登場。アニメでは第19話から登場。
アニメ内アイカツランキング9位→10位→6位→5位。アイカツファンによる人気投票では、2013年ファンブック人気投票3位、2014年2月WHF'14総選挙2位(スターライト学園1位)、2014年7月アイカツ8最終順位第4位(スターライト学園1位)、スペシャルコンサートではクール代表選出。
後輩の氷上スミレのことを認め、LoLi GoThiCのプレミアムロマンスドレスを譲る。
劇場版では経理を担当。いちごのプレミアムドレスをもらいにAngely Sugarのアトリエを訪問、ステージでいちごに「リラフェアリーコーデ」を届けた。
『未来へのSTARWAY』では成人した姿が描かれており、いちご達と交流を続けている。
アイカツ! フォトonステージでは、2016年4月11日アップデート時点でSR・Rフォトで登場している。PRフォトについてはイベント連動期間限定おでかけのみの提供である。
アイカツスターズ!では『星のツバサ3弾』から登場した他、アニメ（第70話）でもアイカツ!シリーズ5周年記念のコラボエピソードでも登場。アイカツフレンズ！2弾からのタイプレベルボーナスではオフ時のユリカのメガネと同じ『オフアイドルメガネ』（『2016シリーズ第3弾』で配信された際の名称は『ユリカのメガネ』）が配信されている。

北大路 さくら（きたおおじ さくら）
声 - 安野希世乃 / 歌 - えり（愛野えり）
中等部2年生に進級したいちごがトレーナーを務めることになった、いちご達より学年が1つ下の後輩。
桜色のショートカットの内まきボブヘアーが特徴で、向かって左側に花のアクセサリーをつけている。瞳の色はライムイエロー。キュートタイプ。イメージカラーはライム色（黄緑）。好きな食べ物は和菓子、抹茶。苦手な食べ物は辛い物。
スターライト学園中等部第1年生→2年生（第51話より）→3年生（第76話より）。
4月6日生まれ、おひつじ座のA型。身長は147cm→152cm。一人称は基本的に「わたくし」、まれに「さくら」もしくは「わたし」。人を呼ぶときは「○○（名前）さま」、後輩の場合は「○○（名字）さん」で、敬語で話す。
好きなブランドは、ファンタジック系のブランド「Aurora Fantasy（オーロラファンタジー）」。オーラは桜の花とオジギソウ。
大事にしているものは、お花のアクセ。オフの日は、作法の勉強をしている。
普段はおとなしく礼儀正しいが、感情が高まると突如スポットライトがあたり、歌舞伎口調で演技をしだす「北大路劇場」がはじまる。
家族は歌舞伎役者の家系出身のお嬢様で、祖父は人間国宝、父親や双子の兄・左近（さこん）も有名な歌舞伎役者。
祖父が美月に日本舞踊を教えていたことがあり、その縁で美月と知り合い。美月の歌を見て以来、自身も歌舞伎役者ではなくアイドルを目指すようになる。
日本舞踊をはじめ、ありとあらゆる芸を身につけた実力の持ち主で、入学前からカブキアイドルとして注目されていた。
幼い頃、寂しさを埋めるために読んでいた『Aurora Fantasy』のデザイナー「グリーン・グラス」の絵本が好きで、手紙を送ったものの返事をもらえないでいたが、第30話にてあおいやおとめの後押しによりグリーン・グラスと対面することができた。
「ドリームアカデミー」の姫里マリアとは趣味が合うようで、彼女のホームパーティに招かれたり、「Aurora Fantasy」の話を語りあっていた。また、マリアのプレミアムドレスのためにグリーン・グラスに連絡をとった。
『密着!アイドルお嬢様!』で、自宅の庭ので鯉たちに名前をつけて飼っているのを紹介された。鯉の名前は鯉いち、鯉じ、鯉ぞう、鯉し、鯉ごで、蘭にはネーミングセンスが変わっていると評されていた。
いちご達3人のユニット「ソレイユ」、美月達3人のユニット「トライスター」結成後には、自主ユニット「ぽわぽわプリリン」のひとりになった。
いちごがスターライト学園中等部を卒業時に、おしゃもじを受け継がれた。中等部代表でクリスマス実行委員を務めた。
中等部3年生で「スターライトクイーンカップ」に優勝し、おとめの次のスターライトクイーンに選ばれた。クイーン特別専用寮を「さくら荘」と名付けられている。
アーケードでは第4弾から登場。アニメでは第26話から登場。アニメ内アイカツランキング14位→15位。
劇場版ではパンフ担当。いちごのプレミアムドレスをもらいにAngely Sugarのアトリエを訪問した。
アイカツ! フォトonステージでは、2016年4月11日アップデート時点でSR・Rフォトで登場している。PRフォトについては標準・イベント連動おでかけ提供である。
アイカツスターズ!では『星のツバサ2弾』の2weeks配信!マイキャラパーツセレクション!でさくらと同じ髪型の『ブロッサムミディアム』が期間限定で配信、アイカツフレンズ！1弾からのタイプレベルボーナスでは髪色の『ブロッサムピンク』が配信されている。

一ノ瀬 かえで（いちのせ かえで）
声 - 三村ゆうな / 歌 - ゆな （市倉有菜）
アメリカからの帰国子女。赤色のショートヘアが特徴。瞳の色は明るい赤色。ポップタイプ。イメージカラーはオレンジ。
スターライト学園中等部2年生→3年生（第51話より）→高等部1年生（第76話より）→2年生（第127話より）→3年生（未来へのSTARWAY）。11月23日生まれ、いて座のO型。身長は153cm→158cm。一人称は「わたし」。
アメリカ全土でチェーン展開している超高級すし屋「かえで寿司」の社長令嬢。自身も寿司を握るのが得意であり、人を楽しませることが好きでタップダンスや手品も得意。
好きなブランドは「MAGICAL TOY（マジカルトイ）」で、デザイナーを探しだしてプレミアムカードを受け取っている。オーラはクマや宇宙船のぬいぐるみと星。
「Yes!かえで寿司」のキャッチフレーズで幼い頃から自社CMに出演してアメリカでも有名人であり、アイドル登竜門のテレビ番組「キッズクラブ」のメンバーでもあった。
たまにホームシックになり、アメリカに帰ることもある。漫画『アイカツ! Secret Story』では、アメリカ帰国中にマリーと知り合いになっている。
人気バラエティ番組「まぐろ御殿」内で、「出張!かえで寿司」というコーナーを持っている。
美月がユニットを組むと聞いて、自前にオーディション課題をより大スケールで模倣して帰国し、選抜オーディションに参加して「トライスター」の一人に抜擢される。
第60話にてぽわぽわプリリンのしおんの代役としておとめ、さくらと共にファッションショーに出演し、さくらからは「ぽわプリ名誉会員」と言われている。
アーケードでは第5弾から登場。アニメでは第33話より登場。アニメ内アイカツランキング13位→14位。
劇場版では振付を担当。いちごのプレミアムドレスをもらいにAngely Sugarのアトリエを訪問した。
『未来へのSTARWAY』では成人しており、いちごと蘭の家で行われた鍋パーティーに参加した。
アイカツ! フォトonステージでは、2016年4月11日アップデート時点でSR・Rフォトで登場している。2016年8月8日のアップデート以降は通常おでかけでのPRフォトが提供されている。
アイカツスターズ!では『星のツバサ1弾』の2weeks配信!マイキャラパーツセレクション!でかえでと同じ髪型の『アクティブショート』が期間限定で配信、『星のツバサ6弾』のマイページログインボーナスにて髪色の『マジックレッド』が配信された他、アニメ（第70話）でもアイカツ!シリーズ5周年記念のコラボエピソードでも登場。

神谷 しおん（かみや しおん）
声 - 瀬戸麻沙美/ 歌 - ゆな（市倉有菜）
第14話から登場。頭頂部に編み込みをつくった黒いショートヘアが特徴で、向かって左側に緑色のリボンを付けている。瞳の色はライムグリーン。イメージカラーはバジルグリーン。クールタイプ。「アイカツ8大投票!」でもエントリー。
スターライト学園中等部1年生→2年生→3年生→高等部1年生。身長は157cm。1月11日生まれ、やぎ座のA型。好きな食べ物はガトーショコラ。苦手な食べ物は炭酸入りの飲み物。
人気ドラマ『イケナイ刑事（でか）パート3』追加キャストオーディションに受けた生徒。かつて「剣崎家の一族」などで10歳で女優デビューした人気子役。普段はクールで無口だが、ひとたび役を演じればその表情は七変化。「七つの顔を持つ女優」といわれる程の多彩な演技をする。役作りのためにはロングヘアを躊躇いなくショートヘアにするほど真剣に向き合っている。あおい達に対しては物真似には負けないと見下していたものの、あおいとともに合格し、オーディション後には彼女を認めるようになる。
いちごのソレイユ、美月のトライスターのユニット結成後には自主ユニット「ぽわぽわプリリン」の一人となった。映画オーディションを控えていたためスターアニスには参加せず、映画「ふしぎの国のアリス」オーディションに合格しアリス役に抜擢される。当初はぽわぽわプリリンの活動にも戸惑いがあったようだが、人気が出てからは吹っ切れている模様。
好きなブランドは霧矢あおいと同じ「FUTURING GIRL（フューチャリングガール）」。オーラは髪飾りと同じ緑色と青色のリボン。
劇場版では、生ドラマパートの制作を担当。ドラマパートで、イケナイ刑事役として出演した。
第3期では、第124話でおとめ御殿の片づけが中々終わらないおとめを手伝っている。
初登場以来、歌より俳優業を優先してきたため、なかなか彼女のステージが見られなかった。しかし、第148話においてアニメ本編での初CGが披露され、2年越しの「ぽわぽわプリリン」初ステージとなった。
アーケードではスペシャルステージのライバルとして登場するほか、第3弾、2014年シリーズ第3弾ではキャンペーンカードとして登場。これまでは「アイカツ8大投票!」など一部のイベントやステージでしかプレイヤーキャラクターとして選べなかったが、2016シリーズからはアイドルチケット化に加え第2弾からは本格的にプレイアブルキャラクターに昇格した。
アイカツ! フォトonステージでは、2016年4月11日アップデート時点でSR・Rフォトで登場している。イベント連動でのSRフォトも提供されていた。
アイカツスターズ!ではオフィシャルショップ限定でしおんと同じ髪型の『アクトレスショート』が期間限定で配信されていた。

三ノ輪 ヒカリ（みのわ ヒカリ）
声 - 森谷里美 / 歌 - ゆにこ（森下ゆにこ）
第8話から登場。外ハネのロングヘアをツーサイドアップにしているのが特徴。髪の色はゲーム版では青紫色、アニメ版では赤紫色と大きく異なっている。瞳の色は赤色。イメージカラーはパープル、もしくはプラム色。
蘭のライバルともいえるアイドル。スターライト学園中等部1年生→2年生→3年生→高等部1年生。身長は162cm。3月28日生まれ、おひつじ座のAB型。好きな食べ物はトロピカルジュース、ロコモコ。苦手な食べ物は豆類（特にグリンピースや納豆）。
ジョニーにはフラッシュと呼ばれる。蘭が同期で一度も勝ったことがないほど類稀なる才能を持つが、メジャーシーンには一切出ずネットライブツアーを中心に活動しているため、「地下の太陽」の異名を持つ。いちご達と同じクラスメイトであるが、ライブ期間中はステージに集中するために学園地下のスタジオに篭りっきりになるため授業にも出てこない。「ライブはファンに向けての物」が持論でたとえリハーサルであっても勝手に見ることを許さない。自信過剰な性格だが、いちごやあおいと話すと調子が狂う。
好きなブランドは紫吹蘭と同じ「SPICY AGEHA（スパイシーアゲハ）」。劇場版では、関係者席でステージを見ていた。
2013年10月にリニューアルしたアイカツ！オフィシャルショップの公式サポーターに翌年9月まで起用され、11月下旬にショップ限定CDの発売が発表された（キャラクターソロでのCD発売は本作初）。
アーケードではスペシャルステージのライバルとして登場するほか、第3弾ではキャンペーンカードとして登場。これまでは「アイカツ8大投票!」など一部のイベントやステージでしかプレイヤーキャラクターとして選べなかったが、2016シリーズからはしおん同様アイドルチケット化に加え第2弾からは本格的にプレイアブルキャラクターに昇格した。
アイカツ! フォトonステージでは、2016年4月時点でRフォトで登場している。また、2016年6月8日のアップデートでは標準おでかけでのSRフォトも提供されている。
アイカツスターズ!ではオフィシャルショップ限定でヒカリと同じ髪型の『フラッシュツイン』が期間限定で配信、アイカツフレンズ！2弾からのタイプレベルボーナスでは髪色の『フラッシュパープル』が配信されている。

### スターライト学園（2ndシーズンから）
大空 あかり（おおぞら あかり）
声 - 下地紫野 / 歌 - るか（遠藤瑠香）
テレビアニメ3rdシーズン以降の主人公。明るいブラウンのセミロングヘアが特徴。瞳の色はピンク色。キュートタイプ。イメージカラーはアプリコット（第2部）→ピンク（第3部以降）。一人称は「わたし」。
スターライト学園中等部1年生→2年生（第126話より）。4月1日生まれ、おひつじ座のA型。好きな食べ物はスイカ、チョコレート、ドーナッツ、みかん、カレー。特技はものまね。身長は152cm→153cm。
いちごたちが審査員として参加した新入生オーディション「キャラバン」にて、みごとに合格したことでアイドルとなる。
おっちょこちょいな性格で、歌やダンスは半人前だが、明るく前向きで、ひたむきな努力を惜しむことはない。
運動神経が鈍く、ダンスの途中で目を回したり、振りつけのテンポが遅れることが多いが、毎日欠かさずトレーニングしていた為、体力は上がってきている。
小学生の頃にテレビで観たいちごの姿に感化され、いちごに対して憧れを抱くようになる。
当初はいちごと同じ髪型とピンクのリボンカチューシャを着けていたこともあり、いちごと瓜二つな外見で「いちご先輩のようになりたい」と考えていたが、いちごの助言もあって、装いもあらたに髪もバッサリと切って心境を一新した。その後、96話では髪が肩にかかるくらいのセミロングに伸びている。4thシーズンからは気持ちを新たに頭頂部に編み込みを作った髪型に変えた。
好きなブランドは、「Dreamy Crown（ドリーミークラウン）」。「16代目PON PONクレープ」のイメージガールや「大空お天気」のキャスターに選ばれた。
劇場版では、美月にいちごのステージを見に来てもらえるように説得しようと奔走。その後、会場でアンコールステージに立つことを美月とマスカレードの二人に説得され、ステージ直前に瀬名から手渡された「スリーピングオーロラコーデ」をまとい、美月といちごと共にステージを披露した。
中学2年生になった際に後輩の天羽まどかにユニットを組むように誘われ、出会いを大事にしたいという理由から快諾。「Skips♪」を結成した。「ユニットカップ」に「Skips♪」として参加し、見事優勝を果たした。
第147話で「大スターライト学園祭」が開催が発表され、参加条件である「3人組のユニット」を満たすためスミレ、ひなきの3人でユニット「ルミナス」を結成した。この時、新たなプレミアムドレス「ガーリーバイオリンコーデ」も手に入れている。「大スターライト学園祭」では、優勝候補筆頭ユニットの1つ「トライスター」を抜き、2位になる。
寮の自室は以前いちごとあおいが使っていた部屋で、「ソレイユ」やいちごのポスターが多く貼っており、いちごに預かった「おしゃもじ」を所持している。アニメ版ではスターライトクイーンカップに新たなプレミアムドレス「ホワイトスカイヴェールコーデ」で挑み、見事SAランクのフィーバーアピールを決めて第2学年で優勝し、クイーン特別専用寮は「あかりちゃんち」とステージダイヤリー内で自分から決めている。その翌日、いちごからお祝いとしてのり弁を振る舞ってもらう。そして、ソレイユとルミナスの6人でステージに立ったあと、誕生日プレゼントをかけたいちごとのマラソン対決を行う。自身を後輩ではなく同じ立場のライバルとして扱ういちごに見事勝利する。その後、いちごと共にユニット「コスモス」を組む。衣装を着て自分のメイクをしていたあかりを「あかり!」と呼び掛けてきたいちごに対して笑顔で答え、共に大きなドームに立って物語は幕を閉じた。
アーケードではイベント「フレッシュガールズカップ(2014)」が初登場。テレビアニメでは2ndシーズン、76話より登場（50話と51話にも登場している）。3rdシーズン以降の字幕放送での字幕の色は黄色。
アイカツ! フォトonステージでは、2016年4月11日アップデート時点でSR・Rフォトで登場している。PRフォトについては標準・イベント連動おでかけ提供である。
アイカツスターズ!では『2弾シーズンサマー』の劇場版と連動のスペシャルイベント内で限定プレイアブルキャラとして登場。イベント終了後はスペシャルステージカードで遊べるステージのバックダンサーのみでの登場であったが、『星のツバサ3弾』から通常プレイアブル化。アニメ（第69話）でもアイカツ!シリーズ5周年記念のコラボエピソードで登場。
『2015シリーズ第4弾』ではボブカット時代のあかりと同じ髪型の『あかりボブ』（アイカツスターズ！では『星のツバサ6弾』からのタイプレベルボーナスで『フレッシュボブ』として登場）と髪色の『あかりブラウン』が期間限定ステージで配信され、アイカツスターズ!『星のツバサ4弾』では3rdシーズンのあかりと同じ髪型の『ドリーミーミディアム』が期間限定で配信。髪色の『ドリーミーブラウン』は期間限定で配信された後、『星のツバサ6弾』のタイプレベルボーナスで再配信されていた。
2025年に公開される『プリパラ』とのコラボレーション映画『アイカツ!×プリパラ THE MOVIE -出会いのキセキ!-』では、真中らぁら（声 - 茜屋日海夏）とのダブル主人公となっている。

服部 ユウ（はっとり ゆう）
声 - 照井春佳 / 歌 - せな（堀越せな）
第77話から登場。中等部1年生→2年生（第126話より）。7月17日生まれ。かに座のAB型。身長は156cm→157cm。好きな食べ物はパンケーキ、柑橘類。好きなブランドは「Swing ROCK（スウィングロック）」。特技はジャズダンス。
あかりのクラスメイトであり、元ルームメイト。髪型は金髪のショートカットで、右耳に星形のピアスを付けている。あかりと知り合う前はルームメイトは居なかったため少し寂しい思いをしたが新しい人が入るのが楽しみにしていた。その後4月10日のオーディションキャラバンで、初めてあかりと出会いルームメイトになった。しかし第102話の雨漏り被害により、あかりとは別室となり長谷川まつりが新たなルームメイトになった。第118話から姫桜女学院に1ヵ月間交換留学している。第135話では、再び交換留学生として兵庫のエトワール学園に向かった。しかし、第136話で「ユニットカップ」が開催されることを知り、スターライト学園に戻ってきた。その後、ルームメイトの長谷川まつりとユニット「THUNDERBOLT」を組んだ。
第156話では度々の交換留学をきっかけに「旅アイドル」として大ブレイクしていることが判明。あかりとのある約束を胸に活躍を続けている。
アーケードでは2015シリーズからCPU専用キャラクターとして登場。第2弾でキャンペーンカードとして登場する他、ライバルキャラクターとしても登場。これまでは「アイカツ8大投票!」など一部のイベントやステージでしかプレイヤーキャラクターとして選べなかったが、2016シリーズ第2弾からは本格的にプレイアブルキャラクターに昇格した。
2015年3月下旬から7月下旬までアイカツショップオフィシャルサポーターを務めていた。
アイカツ! フォトonステージではNフォト以外にも、2016年5月9日のアップデートよりスター消費おでかけ限定でのSRフォトが提供されている。
アイカツスターズ!では『星のツバサ4弾』からのタイプレベルボーナスでユウと同じ髪型の『トリップショート』と髪色の『アグレッシブゴールド』が配信されていた。

### スターライト学園（3rdシーズンから）
氷上 スミレ（ひかみ スミレ）
声 - 和久井優 / 歌 - もな（巴山萌菜）→りえ（藤城リエ）
スターライト学園中等部1年生→2年生（第126話より）。10月20日生まれのてんびん座。血液型はAB型。好きな食べ物は紅茶、スコーン。特技はタロット占い。身長は154cm。
テレビアニメ3rdシーズン（102話）より登場。アーケードでは2015シリーズ第1弾から登場。クールタイプ。イメージカラーはブルー。一人称は「わたし」。
歌を歌うことが好きで、姉に勧められスターライト学園に入学する。117話ではCDデビューも果たした。
144話ではドッキリ番組のターゲットとなるが、驚く素振りは全く見せなかった。
薄い青紫の髪が特徴で髪型は姫カット、青いリボンの髪飾りを向かって左側につけている。瞳の色は赤紫色。レッスン時は髪型を二つにまとめたお下げにしている。
物静かで、占い好きの美少女。歌う姿が綺麗なことから、他のアイドル達からは「ステージに咲く氷の華」と呼ばれている。
好きなブランドは「LoLi GoThiC（ロリゴシック）」。姉がLoLi GoThiCを好んでいたため、姉に影響されてLoLi GoThiCを好きになる。あかりの新しいルームメイトで、部屋には『ナイトメアカプリコーンコーデ』を着た藤堂ユリカのポスターが飾られている。
セカンドシングルのオファーが来てユニットを結成することになり、凛をユニットのパートナーに指名する。その後ユニット名「ダンシングディーヴァ」を発表し、ユニット活動を開始する。優勝を予想されていたユニットカップでは、ステージ前に中継された行動により票を獲得したスキップスに負け、2位に留まる。
あかり、ひなきと共に「ルミナス」を組み、「大スターライト学園祭」では優勝候補筆頭であったユニットの1つである「トライスター」を抜き2位となった。
スターライトクイーンカップではSAランクのフィーバーアピールに挑戦するも失敗。大きくポイントを落とし、8位となった。
字幕放送での字幕の色は水色。
アイカツ! フォトonステージでは、2016年4月11日アップデート時点でSR・Rフォトで登場している。PRフォトについては標準・イベント連動おでかけ提供である。
アイカツスターズ!ではオフィシャルショップ限定でスミレと同じ髪型の『ゴシックストレート』が配信されていた他、アニメ（第69話）にてアイカツ!シリーズ5周年記念のコラボエピソードでも登場。

新条 ひなき（しんじょう ひなき）
声 - 石川由依  / 歌 - みき（未来みき）
スターライト学園中等部1年生→2年生（第126話より）。6月11日生まれのふたご座。血液型はB型。好きな食べ物はビタミンCドリンク、グレープフルーツ、アサイー（美につながる 果物）。特技は美の追求、情報収集、新ブランドなどのニュース集め。身長は154cm。
テレビアニメ3rdシーズン（104話）より登場。アーケードでは2015シリーズ第1弾から登場。ポップタイプ。イメージカラーはイエロー。一人称は「ひな」。口癖は「おつかー」（「お疲れ様」の略）。
芸歴14年のアイカツカードに詳しい、ファッションが好きのオシャレでしっかりものの少女。時折語尾に「ですな〜」、「だぜ〜」と付けることがある。スミレのクラスメイト。昔は遠慮がちな性格で、迷惑がかかるかもと思い中々自分の意見を言えないで後悔していたことがよくあったが、あかり達の一生懸命頑張る姿を見て、だいぶ自分の意見を言えるようになった。珠璃とユニットを組んでからはさらに吹っ切れたみたいで、そのことを珠璃に感謝している。
黄色の髪が特徴で髪型はショートカット、前髪を向かって左に編み込んでおり、橙色の星の髪飾りをつけている。瞳の色は緑色。
好きなブランドは、「ViVid Kiss（ヴィヴィッドキス）」。
珠璃とユニット「情熱★ハラペーニョ」を結成することになった。
あかり、スミレと共に「ルミナス」を組み、「大スターライト学園祭」では優勝候補筆頭であったユニットの1つである「トライスター」を抜き2位となった。
スターライトクイーンカップでは、限りなくSAランクに近いAランクのフィーバーアピールを出し、初日から首位をキープし続けていた珠璃を抜かし、首位となったが、最終的にSAランクのフィーバーアピールを出したあかりに抜かれ2位となった。
字幕放送での字幕の色は緑色。
アイカツ! フォトonステージでは、2016年4月11日アップデート時点でSR・Rフォトで登場している。PRフォトについては標準・イベント連動おでかけ提供である。
アイカツスターズ!では『星のツバサ2弾』からのタイプレベルボーナスでひなきと同じ髪型の『あみこみショート』と髪色の『ビタミンイエロー』が配信されていた他、アニメ（第69話）ではアイカツ!シリーズ5周年記念のコラボエピソードで登場。アイカツフレンズ！ではアイドルカードで呼び出せるアイドルとしての登場が告知された。

紅林 珠璃（くればやし じゅり）
声 - 齋藤綾 / 歌 - みほ（天音みほ）
スターライト学園の中等部1年生→2年生（第126話より）。7月31日生まれのしし座。血液型はO型。向かって右に流した赤色のポニーテールを肩にかけた髪型をしている。瞳の色は紫色。好きな食べ物は生ハム、パエリア。特技はフラメンコ、バレエ。身長は158cm。一人称は「わたし」。
テレビアニメ3rdシーズン（109話）より編入生として登場。アーケードでは2015シリーズ第2弾から登場。セクシータイプ。イメージカラーはパッションレッド。
女優である母の紅林可憐、料理人であるスペイン人の父との間に生まれたハーフであり、母と同じ女優を目指している。ドラマ「アイカツ!先生」の主役を演じている。そのときの感情や仕草をフラメンコに乗せて披露したり、「○○(スペイン語)！つまり○○（日本語）！」とスペイン語を日本語に直して話す癖がある。あかりとは同じクラスで隣の席。
好きなブランドは、「Sangria Rosa （サングリアロッサ）」。
ひなきとは幼馴染であり、彼女曰く幼少期の珠璃はほんわかとした雰囲気だったという。自分が「紅林可憐の娘」としてではなく「紅林珠璃」として認めてもらえるような女優になりたいと誓いレッスンを重ね、中1の頃編入試験を経てスターライト学園に入学した。
「ダンシングディーヴァ」のステージを観て感動し、ひなきとユニット「情熱★ハラペーニョ」を組む。
凛、まどかと共に「バニラチリペッパー」を組み、「大スターライト学園祭」では5位となる。
スターライトクイーンカップでは初日のラストとしてステージに立ち、首位に立つ。2日目3日目と首位をキープし続けていたが、3日目の終盤にステージに立ったひなきに越され、最終的に3位となった。
ミュージックアワードでは特別企画アイカツマラソンのランナーとして富士山山頂からアイカツ!武道館までを約50分で完走した。
アイカツ! フォトonステージでは、2016年4月11日アップデート時点でRフォトで登場している。イベントフォトでもSRフォトの提供があった。また、2016年5月9日のアップデートよりスター消費おでかけでのPRフォトが提供されている。
アイカツスターズ!ではタイプレベルボーナスで珠璃と同じ髪型の『パッションサイドアップ』と髪色の『ローズレッド』が配信されていた。

黒沢 凛（くろさわ りん）
声 - 高田憂希  / 歌 - ななせ（松岡ななせ）
中等部2年生に進級したあかりがトレーナーを務めることになった、あかり達より学年が1つ下の後輩。1月1日生まれのやぎ座。血液型はAB型。髪型は前髪の先端に赤いメッシュを入れたアイボリー色のセミロングヘアで、青いバンダナを巻いている。瞳の色はアンバー。好きな食べ物は白玉あんみつ、から揚げ。特技はダンス。身長は156cm。
テレビアニメ3rdシーズン（127話）から新入生として登場。アーケードでは2015シリーズ第4弾から登場。クールタイプ。イメージカラーはネイビー。
巷では「おどるイナズマ」と呼ばれており、「高鳴る、私の胸のBPM！」が決め台詞。ジョニーをリスペクトしており、入学して早々ジョニーと意気投合していた。同じ新入生のまどかとはルームメイトで親友。
好きなブランドは「Dance Fusion（ダンスフュージョン）」。
スミレと共に考えたユニット名「ダンシングディーヴァ」を発表し、ユニット活動を始める。優勝を予想されていたユニットカップでは、ステージ前に中継された行動により票を獲得したスキップスに負け、2位に留まる。
珠璃、まどかと共に「バニラチリペッパー」を組み、「大スターライト学園祭」では5位となる。
アイカツ! フォトonステージでは、2016年4月11日アップデート時点でRフォトで登場している。イベント期間限定でSRフォトも提供されている。2016年6月17日のアップデートにて、イベント連動の期間限定おでかけでのPRフォトが提供されている。
アイカツスターズ!ではタイプレベルボーナスで凛と同じ髪型の『フュージョンミディアム』と髪色の『スパイスベージュ』が配信されていた。

天羽 まどか（あまはね まどか）
声 - 川上千尋  / 歌 - かな（星咲花那）
中等部2年生に進級したスミレがトレーナーを務めることになった、あかり達より学年が1つ下の後輩。2月14日生まれのみずがめ座。血液型はO型。ウェーブがかかった桃色の髪をツインテールにして、羽飾りのついた髪留めを付けている。瞳の色は青色。好きな食べ物はチョコレート。特技はスマイル。身長は152cm。
テレビアニメ3rdシーズン（127話）から新入生として登場。アーケードでは2015シリーズ第4弾から登場。キュートタイプ。イメージカラーはパステルブルー。
自分がかわいいということを自覚しており、天然そうな雰囲気を持っているが、しっかり者である。また、自分が思っていることを割とはっきりと言う。
好きなブランドはまどかの祖母の天羽あすかが手がける「Angely Sugar（エンジェリーシュガー）」。
「ダンシングディーヴァ」のお互いを輝かせあう姿に憧れを抱き、ユニットを組むことを決意。あかりをユニットに勧誘し「Skips♪」を結成。「ユニットカップ」では優勝を果たした。
珠璃、凛と共に「バニラチリペッパー」を組み、「大スターライト学園祭」では5位となる。
スターライトクイーンカップでは、1年生ながら4位となった。
アイカツ! フォトonステージでは、2016年4月11日アップデート時点でSR・Rフォトで登場している。PRフォトについてはイベント連動期間限定おでかけのみである。
アイカツスターズ!ではタイプレベルボーナスでまどかと同じ髪型の『エンジェルツイン』と髪色の『エンジェルピンク』が配信されていた。

### スターライト学園（4thシーズンから）
大地 のの（だいち のの）
声 - 小岩井ことり  / 歌 - みほ（天音みほ）
中等部2年生。1月10日生まれのやぎ座。血液型はO型。髪型はセンター分けの立ち上げバングに金髪のツインテールを赤紫色のシュシュで結んでいる。瞳の色は赤紫色。好きな食べ物は肉じゃが、牛乳、干し芋。特技はカラオケ。方言で「すごく」を意味する「なまら」を付けるのが口癖。リサやリサの親族からは「ののっち」と呼ばれている。身長は156cm。
テレビアニメ4thシーズン（153話）より登場。北海道のジャガイモ農家出身。農家の仕事の合間にリサと歌を歌っていて、近所の人にも評判だった。ツアーで北海道へやってきたあかり達と出会い、リサと共にアイドルになることを決意。154話では編入オーディションに合格しスターライト学園に編入。アーケードでは2016シリーズ第1弾から登場。セクシータイプ。ミュージックアワードではTVアニメに先駆け視聴者として特別出演している。
好きなブランドは「Dolly devil（ドーリーデビル）」。イメージカラーはルージュ。
アイカツ! フォトonステージでは、2016年4月11日アップデート時点でSR・Rフォトで登場している。イベント連動フォトも提供している。
アイカツスターズ!では『星のツバサ2弾』スタートダッシュボーナスでののと同じ髪型の『ゆるふわツイン』が配信された。

白樺 リサ（しらかば リサ）
声 - 福沙奈恵  / 歌 - ななせ(松岡ななせ)
中等部2年生。12月14日生まれのいて座。血液型はA型。髪型はセンター分けの立ち上げバングに黒紫色のロングヘアで、紫色のカチューシャを付けている。瞳の色は藤色。好きな食べ物はポテトサラダ、牛乳。特技は勉強と編み物。ののやののの親族からは「リサっぺ」と呼ばれているが、親族や親しい人以外の前でリサっぺと呼ばれるのは恥ずかしい様子。身長は160cm。
テレビアニメ4thシーズン（153話）より登場。北海道に住んでいて、ののとは幼馴染み。自分たちの歌でみんなが喜んでくれることをツアーで北海道へやってきたあかり達に話したところ、「喜んでもらえるなら2人はもうアイドルなんだよ」と言われ、あかり達ルミナスのステージを観たことで自身も真剣にアイカツ！をやってみたいと思うようになる。154話ではののと共に編入オーディションに合格しスターライト学園に編入。アーケードでは2016シリーズ第1弾から登場。セクシータイプ。ミュージックアワードではTVアニメに先駆け視聴者として特別出演している。
好きなブランドはのの同様「Dolly devil（ドーリーデビル）」。イメージカラーはラベンダー。
アイカツ! フォトonステージでは、2016年4月11日アップデート時点でSR・Rフォトで登場している。イベント連動フォトも提供している。
アイカツスターズ!では『星のツバサ1弾』の2weeks配信!マイキャラパーツセレクション!でリサと同じ髪型の『ボタニックロング』が期間限定で配信された。

### ドリームアカデミー（2ndシーズンから）
音城 セイラ（おとしろ セイラ）
声 - 石原夏織 / 歌 - ふうり（上花楓裏）
「ドリームアカデミー」の新人アイドル。ドリームアカデミー中等部3年生→高等部1年生。赤色のポニーテールを紫色のリボンで結っているのが特徴。瞳の色はオレンジ色。クールタイプ。イメージカラーはルージュ（レッド）。
11月11日生まれ、さそり座のA型。身長は158cm。
元々はアイドルではなく、友人とロックバンドをやっており、その前はクラシックもやっていた絶対音感のもち主。
口癖は「ラララー」で、「あなたがドならわたしはレ、あなたがレならわたしはミ、わたしは上を行くよ」が決めゼリフ。実家はカフェで、妹がいる。ネコが好きで、ネコと会話ができる（こころが通じる程度）。
好きなブランドは、「Swing ROCK（スイングロック）」。
以前は「スターライト学園」に入学しようとしたが、アイドルではなくロックシンガーに向いていると言われ、アイドル雑誌の中にドリームアカデミーの入校受付中の広告を偶然見つけて入学した経緯をもつ。
第2部より登場。アーケードでは2014シリーズ第1弾より登場。
アニメ内アイカツランキング3位。2014年アイカツ8最終順位はランク外であったがアニメでは当選している。いちごと2wingSを組んでWMに挑み、見事勝利した。
劇場版では、生ドラマパートにチョコポップ探偵役として、きいと共に出演。ライブパートでは2wingSとして「フレンド」を披露した。
アイカツ! フォトonステージでは、2016年4月11日アップデート時点でSR・Rフォトで登場している。PRフォトについてはイベント連動期間限定おでかけのみの登場である。
アイカツスターズ!では『星のツバサ3弾』からのタイプレベルボーナスでセイラと同じ髪型の『ロングロックテール』と髪色の『スウィングピンク』が配信されていた。
冴草 きい（さえぐさ きい）
声 - 秋奈 / 歌 - ゆな（市倉有菜）
「ドリームアカデミー」のプロデューサーコースの生徒。ドリームアカデミー中等部3年生→高等部1年生。ボリューミーな黄色のツインテールをグリーンのリボンで結っているのが特徴。瞳の色は青色。イメージカラーはライム色。
12月3日生まれ、いて座のO型。ポップタイプ。身長は153cm。一人称は「きい」。普段は眼鏡をかけているが、アイドルデビューしたあとは眼鏡をはずすことも多くなる。
好きなブランドは、一ノ瀬かえでと同じ「MAGICAL TOY（マジカルトイ）」。
テンションが高く、「オケオケオッケー」のように言葉を3回くり返して話すことが多い。また、口がかるい。
音城セイラの専属プロデューサーであり、「ドリンク・ブレインサンダー」を飲み、セイラのプロデュースに日夜はげんでいる。
学園に専用ラボがあり、ほとんど部屋には帰らず、パソコン（愛称パソくん）を友人のように話しかけている。
昔は引っ込み思案で自信がなかったが、医者をしている母親に「かわいくなる魔法」と称して髪を結ってもらうことで元気になった。「ママはきいのプロデューサー」としている。
劇場版では、生ドラマパートにチョコポップ役として、セイラと共に出演した。
母親のことが好きで、口癖のも母親との会話中でできたもの。また、母親からアクセサリーが送られてくることがあり、名前をつけていたが、途中からは数字と号で呼ぶようになる。
セイラにこっそりプロデュースをされており、「15代目PON PONクレープ」のイメージガールに選ばれ、今後はアイドルとしても活動することを決意する。
第2部より登場。アーケードでは2014シリーズ第1弾より登場。アニメ内アイカツランキング8位→9位→10位。
アイカツ! フォトonステージでは、2016年4月11日アップデート時点でSR・Rフォトで登場している。イベント連動の期間限定おでかけでPRフォトも提供されている。
アイカツスターズ!では『星のツバサ4弾』からのタイプレベルボーナスできいと同じ髪型の『モコモコツイン』と髪色の『サンダーイエロー』が配信されていた。

風沢 そら（かぜさわ そら）
声 - 高橋未奈美 / 歌 - すなお（吉河順央）→えり（愛野えり）
「ドリームアカデミー」のアイドルコース兼デザイナーコースの生徒。ドリームアカデミー中等部3年生→高等部1年生。紫のグラデーションがかかった青色のロングヘアが特徴で、向かって右側に花飾りを付けている。瞳の色は明るい赤色。イメージカラーはスカイブルー。
10月2日生まれ、てんびん座のB型。セクシータイプ。身長は164cm。一人称は「わたし」。デザイナーとして、賞をなんども受賞している人気アイドル。
自然や動物をこよなく愛する自由人で、部屋にはオウムのパーム（声 - 沼倉愛美）がいる。コーディネートの際に、「〜キャワワ」と独特なしゃべり方をする。
エスニック、ウェスタン、ボヘミアンなどの民族衣装を大人っぽくアレンジしたエスニックコーデが特徴で、ティアラのすすめにより自身のブランド「Bohemian Sky（ボヘミアンスカイ）」を立ちあげる。
姫里マリアと仲がよく、いっしょにオフを楽しんでいたりする。幼いころはママ（声 - 森千晃）とモロッコで暮らしており、花のアクセサリーはボヘミアンのミミからもらったもの。そらが自分で物を作ることに興味を持ったのも彼女の影響である。
第2部より登場。本格的な出番は第61話から。アーケードでは2014シリーズ第2弾より登場。アニメ内アイカツランキング5位→7位→9位。2014年アイカツ8最終順位第8位。
劇場版では、生ドラマパートに怪盗スワロウテイルとして、蘭と共に出演した。
Angely Sugarのアトリエにはよく訪問するようで、トップデザイナーの天羽あすかのデザインを参考にしている。
アイカツ! フォトonステージでは、2016年4月11日アップデート時点でSR・Rフォトで登場している。また、2016年6月8日のアップデートでは標準おでかけでのPRフォトも提供されている。
アイカツスターズ!では『星のツバサ4弾』からのタイプレベルボーナスでそらと同じ髪型の『ボヘミアンロング』と髪色の『ウィンドブルー』が配信されていた。

姫里 マリア（ひめさと マリア）
声 - 冨岡美沙子 / 歌 - えり（愛野えり）
「ドリームアカデミー」の人気アイドル。ドリームアカデミー中等部3年生→高等部1年生。薄茶色をした縦ロールのロングヘアが特徴で、頭頂部に花飾りを付けている。瞳の色は紫色。キュートタイプ。イメージカラーはアプリコット。
4月18日生まれ、おひつじ座のO型。身長は157cm。一人称は「わたし」。メイク、ネイル、コスメに詳しく、パっとイメージが浮かぶ。口癖は「ぱんぱかぱーん」。
好きなブランドは、北大路さくらと同じ「Aurora Fantasy（オーロラファンタジー）」。
お嬢様であり、山に広大な屋敷を所有しており、牧場に牛を放し飼いにしたり、自家用ヘリを数台持っている。愛牛の「エリザベス3世」や自家用ヘリの「プリンセス・ワン」などネーミングセンスが変わっており、同じお嬢様であるさくらとは気が合う。
屋敷にある牧場でティアラに出会い、スカウトされた。両親は仕事で世界中を飛びまわっており、帰ってくるのは一カ月のうち1/4くらいでさみしい思いをしていたが、「グリーン・グラス」の絵本に出会ったことで、両親と会える日を楽しみになるようになる。
第2部より登場。本格的な出番は第68話から。アーケードでは2014シリーズ第3弾より登場。アニメ内アイカツランキング6位→8位→7位。2014年アイカツ8最終順位第3位、スペシャルコンサートではキュート代表選出。
劇場版では、イケナイ刑事として出演。ヘリコプターで、さくら、ユリカ、かえでと共にステージに登場した。
アイカツ! フォトonステージでは、2016年4月11日アップデート時点でSR・Rフォトで登場している。また、同年7月11日のアップデートより、PRフォトが通常おでかけで提供される様になった。
アイカツスターズ!では『星のツバサ3弾』からのタイプレベルボーナスでマリアと同じ髪型の『プリンセスアップ』と髪色の『プリンセスブラウン』が配信されていた。

音城 ノエル（おとしろ ノエル）
声 - 宮本佳那子→加隈亜衣（第71話以降および後続シリーズ） / 歌 - あやね（藤咲彩音）
第53話から登場。セイラの妹。12月25日生まれ。一人称は「わたし」。らいちの隣のクラス（第76話頃よりらいちのクラスメイト）で、いちごのファン。赤茶色の髪で、髪型はツーサイドアップにしている。らいちと一緒にアイカツ新聞の制作を行っている。
中学生（第76話頃より）になってからはハーフアップに髪型を変えており、大人びた印象へと変わった。
第172話でドリームアカデミーの編入試験に合格して9月から通っている。アイドルデビューはまだまだの様子だが、ティアラ学園長からセイラに続く待望のアイドルとして期待されている。
劇場版第3作では、ドリームアカデミーのセイラ・マリア・そら・きいと共にドラマ出演をしている。
アイカツフォトonステージ!、アイカツオンパレード!の時点では本格的にアイドル活動を開始している。後者ではまどかと『アイカツオンパレード!』の主人公の姫石らきと共にユニット「エンジェルシスターズ」を結成している。
2020年3月稼働開始のデータカードダスおよび配信開始のWebアニメ『アイカツオンパレード!ドリームストーリー』では、らきと並ぶ形でドリームアカデミー側の主人公を務める。また、ゲームではアイカツオンパレード!第3弾よりプレイヤーキャラクターに加わる。

### その他のメインキャラクター
神崎 美月（かんざき みづき）
声 - 寿美菜子 / 歌 - りすこ（ささかまリス子）
「スターライト学園」出身で、人気と実力を兼ね備えているアイドル。腰ほどまである紫色の長いポニーテールが特徴。瞳の色は明るい紫色。セクシータイプ。イメージカラーはレッド。
スターライト学園中等部2年生→3年生（第26話より）。9月18日生まれ、おとめ座のA型。身長は160cm→165cm。一人称は「わたし」。
好きなブランドは、3学生で誕生した美月専用ドレスブランド「LOVE QUEEN（ラブクイーン）」と美月自身が立ち上げた新ブランド「LOVE MOONRISE（ラブムーンライズ）」。
オーラはバラの花びらと宝石。
いちご、あおい、蘭の目標となる存在で、1学生から「スターライトクイーン」となっているトップアイドルであり、生徒で唯一スペシャルアピールをいつもMAXの3回（いちごとコンビを組んだあとは4回）まで出せる実力者。
学園長から一目置かれ、学園長のよき相談相手となっている。また、専用寮の「美月パレス」に住んでいた。
小学4年でデビューし、小学生向けのファッション雑誌のモデルをしていたが、小学6年の1年間芸能活動を休止し、ジョニー別府の下で特訓したあと「スターライト学園」に入学する。
入学直後に一度だけ同級生と4人組ユニットを組んだものの、美月の実力におよばず、そのあとはひとりでトップアイドルとして君臨してきた。そのあと、「PON PONクレープ」のキャンペンガール（12代目）になり、世界に知られるようになる。
特訓のあとは、自分へのご褒美としてアイスを食べている。好きな食べ物は、マロングラッセ、香のいい紅茶。焼き芋など。
夜に散歩をしながら月を見るのが好きなため、よくいちごと遭遇する。いちごに対しては、はじめて出会ったころから興味をもち、いちごが自分と対等になることを望んでいる。
いちごに助言をすることもあり、いちごとコンビを組んだあとは「スペシャルアピールを自由自在にコントロールできるように」と厳しく指導する。
将来のパートナーになる相手を探しており、今すぐ自分と組む相手ではないと言いつつも、いちごに期待をよせている。
新ユニット「トライスター」を組むために選抜オーディションを実施し、一時期はかえでと蘭をパートナーに選ぶが、蘭が脱退したため、かえでとユリカの3人でのユニットで再スタートする。
「スターライトクイーンカップ」に3年連続優勝するが、同時に学園を辞めて活動休止を発表し、そのあとは「ドリームアカデミー」で夢咲ティアラのスカウトを受けプロデューサーをしていたが、自分にもできることを探すためにその場を去った。
シークレットライブから再復活し、みくるをスカウトし新ユニット「ダブルエム（WM）」を結成する。
アーケードでは第3弾でキャンペーンカードとして登場。オリジナルブランド「LOVE QUEEN（ラブクイーン）」は第5弾から登場。第6弾ではこの弾のみのゲストプレイヤーとして登場。2014年シリーズ第4弾では美月自身が立ち上げた新ブランド「LOVE MOONRISE（ラブムーンライズ）」が登場。
劇場版ではいちごが「大スター宮☆いちご祭り」を成功させたら真の意味でトップスターになれることを確信し、もうアイドルとしてやり残すことはないと織姫学園長に伝えた。その時、いちごにアイカツランク1位の座を抜かれることを望み、引退することを決意。そのことをいちご自身にも伝えた。その後、オフで満喫したいことの一つ「バンジージャンプ」の途中で、美月を探していたあかりに会う。あかりに説得され、いちごが「輝きのエチュード」を披露しようとしていた直前にいちご祭りの会場にあかりとともに到着。そして、「輝きのエチュード」を聴いて、自分の中に燻ぶっていたアイカツへの思いが復活。織姫学園長に説得され、アンコールステージでいちご、あかりと共にステージを披露し、アイドル引退の撤回を宣言した。
アニメ内アイカツランキング1位。2014年アイカツ8最終順位第2位、スペシャルコンサートではセクシー代表選出。
アイカツ! フォトonステージでは、2016年4月11日アップデート時点でSR・Rフォトで登場している。イベント連動スター消費おでかけのSR・PRフォトも提供している。
アイカツスターズ!では『星のツバサ3弾』から登場した他、アニメ（第70話）でもアイカツ!シリーズ5周年記念のコラボエピソードでも登場。

夏樹 みくる（なつき みくる）
声 - 洲崎綾 / 歌 - もな（巴山萌菜）→ふうり（上花楓裏）
神崎美月のユニット「ダブルエム（WM）」のパートナー。ピンクのメッシュが入り、左に水色の星型と右に黄色いハート型のアクセを付けたミルキーブラウンのツーサイドアップの髪が特徴で、ガーテニングショップで働いているときはポニーテール、レッスン時はツインフィッシュボーンなどよく髪型を変えている。瞳の色は赤紫色。ポップタイプ。イメージカラーはパッションピンク。美月と同い年。
7月7日生まれ、かに座のO型。身長は163cm。口癖は「マジで」。一人称は「わたし」、または「みくる」。
特技は、ガーデニング、洋服のリメイク、サーフィン。花に詳しく、よく相手を花にたとえて話す。
好きなブランドは「ViVid Kiss（ヴィヴィッドキス）」。
好きな食べ物は、アイスクリーム、ソーダ。決めゼリフは「みくるのミラクル見せちゃおうかな!」。
フェレットの「フェレッ太」（声 - 諸星すみれ）をつれている。美月の担当マネージャーの月影ほのかのことを「ほのかっち」と呼ぶ。
元々はアイドルではなく、ガーデニングショップ「なつきグリーニングガーデン」で働いていた。美月の元に花を届けに来た際、ライブで着る衣装のコーデに悩んでいた美月に助言をしたことがきっかけで才能を見い出され、美月とユニットを組むこととなる。アイドルになってからもガーデニングショップでの勤務は続けており、アイドルの活動と両立させている。
第78話より本格登場。アーケードでは2014シリーズ第4弾より登場。アニメ内アイカツランキング21位→8位→5位→4位。ガーデニストランキング1位。2014年アイカツ8最終順位第1位、スペシャルコンサートではポップ代表選出。
順調にアイカツを続けてきたが、4年に一度開催される「ガーデナーズワールドカップ」に出場することを目指し、「ダブルエム（WM）」をやめることを決意、『トゥインクルスターカップ』を最後にアイドルを引退した。
第169話で「ガーデナーズワールドカップ」の優勝を期にアイドル活動を再開したことが明かされた。
劇場版では、関係者席でステージを見ていた。合流した美月にも声をかけている。
アイカツ! フォトonステージでは、2016年4月11日アップデート時点でSR・Rフォトで登場している。イベント期間限定おでかけでのPRフォトでも提供されている。
アイカツスターズ!では『星のツバサ1弾』スタートダッシュボーナスでみくると同じ髪型の『リゾートツイン』が期間限定で配信、データカードダスグミ～New Stage4～のカード裏に髪色の『ミラクルゴールド』が収録されている。

藤原 みやび（ふじわら みやび）
声 - 関根明良 / 歌 - れみ（美谷玲実）
京都のアイドル学校・姫桜女学院の中学1年生→2年生。9月14日生まれ。おとめ座のB型。髪色は落ち着いた茶色で、編み上げた髪をツバキの髪飾りで留めた髪型をしている。瞳の色は青紫色。好きな食べ物はお漬物、抹茶スイーツ。苦手な食べ物はジャンクフード。特技は着物の着付け、薙刀。身長は163cm。
アーケードでは2015シリーズ第3弾に登場。セクシータイプ。イメージカラーはバイオレット。
いつでもかっこよく、凛としていて近づきがたいように見えるが、実は優しくて少し天然なところもある性格。
第118話より交換留学生として1ヵ月間登場。当初は自分が本当にアイドルに向いているのだろうかと葛藤していたが、あかり達とのアイカツを通し、自分が進むべきアイドル道を見つけ、記念ライブではさくらと対決。京都に帰郷する際はあかりから折り紙で作ったツバキをプレゼントされ、またいつか一緒にアイカツしようと誓い合った。
「ユニットカップ」ではスターライト学園に再び訪れる。同話で栗栖ここねとユニット「あまふわ☆なでしこ」を結成。
好きなブランドは「桜色花伝（さくらいろかでん）」。
2015年3月26日からは服部ユウと共にアイカツショップオフィシャルサポーターに起用されることになった。
アイカツ! フォトonステージでは、2016年4月11日アップデート時点でRフォトで登場している。SRフォトはイベントごほうび限定の提供であったが、同年7月11日のアップデートより通常おでかけでのSRフォトも提供されている。また、イベント限定でPRフォトも提供されている。
アイカツスターズ!では『星のツバサ2弾』の2weeks配信!マイキャラパーツセレクション!でみやびと同じ髪型の『なでしこロング』が期間限定で配信された。

栗栖 ここね（くりす ここね）
声 - 伊藤かな恵  / 歌 - えり（愛野えり）
神戸のアイドル学校・エトワール学院の中学2年生。8月21日生まれ。しし座のA型。明るいオレンジ色のカールした髪を黄緑色の大きなリボンで結んでいる。瞳の色は黄色。まつ毛がカールしているのが特徴。好きな食べ物はシャテーニュロール、オムライス。特技は四葉のクローバーを見つけること。身長は158cm。
アーケードでは2015シリーズ第5弾に登場。ポップタイプ。イメージカラーはグリーン。決めゼリフは「世界の中心はここね！」。
第135話より交換留学生として登場。実家は有名な洋菓子屋「シャテーニュ」。
好きなブランドは「Retro Clover（レトロクローバー）」。
兵庫では知らない人はいないローカルアイドルで、CD「神戸はここね」を発売していたり、自分の名前にちなんだ栗を持ったリスのキャラクター「くりスちゃん」も作られている。スターライトに留学した際には、自分が神戸以外では知られていないことにショックを受けていた。
藤原みやびとは大親友で、何度も仕事を共にしていたことがきっかけで仲良くなった。
アイドルになったきっかけは幼少の頃に初恋をした四ツ葉春にいつか会えると思ったからである。
藤原みやびとユニット「あまふわ☆なでしこ」を結成。
あかり達に内緒でありがとうパーティの準備をしていた。パーティが終わった後、神戸のエトワール学園に帰って行った。
アイカツ! フォトonステージでは、2016年4月11日アップデート時点でRフォトで登場している。SRフォトはイベントごほうび限定、PRフォトについてはイベント連動期間限定おでかけのみであったが、2016年7月11日のアップデートより通常おでかけでのSRフォトが提供された。
アイカツスターズ!ではオフィシャルショップ限定でここねと同じ髪型の『マロンポニー』が期間限定で配信されていた。

堂島 ニーナ（どうじま ニーナ）
声 - 矢野亜沙美  / 歌 - かな（星咲花那）
大阪のお笑い学校・なにわ天下一学園のアイドルコースに通う中学2年生。2月7日生まれのみずがめ座。血液型はAB型。ピンク色のグラデーションがかかった水色のカールした髪と頭に付けたクマ耳が特徴。瞳の色は赤紫色。好きな食べ物はたこ焼きとお好み焼き。特技はお笑い、絵を描く事。身長は158cm。
アーケードでは2016シリーズ第2弾から登場。ポップタイプ。イメージカラーはルアングリーン。
好きなブランドは「Mecha PaniQ（メチャパニック）」。
ちょっと変な関西弁でかわいくも強烈なキャラクター。
アニメで第161話で初登場。笑いは計算で導き出せると考えており、誰かを笑顔に出来るお笑いアイドルを目指している。
アイカツ! フォトonステージでは、2016年4月11日アップデート時点でスターおでかけ限定のSRフォトで提供している。
アイカツスターズ!では『星のツバサ6弾』からのタイプレベルボーナスでニーナと同じ髪型の『パニックカール』と髪色の『メチャブルー』が配信されていた。

花輪 やよい（はなわ やよい）
声 - 上田麗奈
秋田のアイドル学校・小町女学院に通う中学2年生。12月18日生まれのいて座。血液型はB型。赤色のショートヘアで、地元の秋田をイメージしたなまはげのお面をつけているのが特徴。瞳の色は青色。好きな食べ物はおにぎり、いぶりがっこ、甘酒。特技は太鼓。身長は154cm（お面含まず）。
アニメでは第165話で登場し、ルミナスとは直接対面はしていないが全国各地から雪を運ぶスノーリレーの参加を地元住民に呼びかけていた。
好きなブランドは一ノ瀬かえでや冴草きいと同じ「MAGICAL TOY（マジカルトイ）」。
アーケードでは2016シリーズ第1弾から登場。ポップタイプ。

波照間 みなみ（はてるま みなみ）
声 - 藤田茜
沖縄のアイドル学校・美ら海ビートアカデミーに通う中学1年生。8月22日生まれのしし座。血液型はA型。紫色のヘアバンドでアップにした金髪に、褐色肌が特徴。瞳の色は青色。好きな食べ物はゴーヤチャンプルー、ソーキそば。特技はダンスで、凛とは友達で、アツいダンスバトルを繰り広げたこともある。身長は156cm。
アニメでは第158話で初登場。2年前、東京のダンスオーディションに出た際に凛と出会い意気投合、沖縄の空の下で一緒にダンスをする約束をする。その後、沖縄ダンスフェスのサプライズゲストとして沖縄にやってきた凛と再会し一緒にダンスをする約束を果たした。第165話ではルミナスのライブを観にやってきて、生で見る初めての雪に感動していた。
好きなブランドは黒沢凛と同じ「Dance Fusion（ダンスフュージョン）」だが、アーケードの期間限定ステージでは「ViVid Kiss（ヴィヴィッドキス）」の衣装を纏う事もある。
アーケードでは2016シリーズ第1弾から登場。クールタイプ。
アイカツ! フォトonステージでは、2016年5月9日アップデートよりスター消費おでかけでのRフォトが提供されている。イベント限定ごほうびRフォトも提供されている。
以下、テレビアニメ版に登場しないメインキャラクター
荒灘 はづき（あらなだ はづき）
声 - 山下七海
徳島のアイドル学校・瀬戸内女学園に通う中学2年生。8月11日生まれのしし座。血液型はO型。金色のメッシュが入った茶髪のポニーテールを細い金色のリボンで結っているのが特徴。瞳の色は茶色。好きな食べ物は落雁、ラムネ、茶碗蒸し。特技は阿波踊り、スポーツ吹き矢。身長は156cm。
好きなブランドは霧矢あおいや神谷しおんと同じ「FUTURING GIRL（フューチャリングガール）」だが、アーケードの期間限定ステージでは「Swing ROCK（スイングロック）」の衣装を纏うことも多い。
アーケードでは2016シリーズ第2弾から登場。クールタイプ。
いつもはクールだがアイカツ！にはとてもアツくなる。「えらいやっちゃえらいやっちゃ！」のように言葉を2回くり返すことが多く、阿波弁で話す。実家は旅館で、アーケードではルミナス一行が旅館でステージを披露したところ、アイドルのステージが見られる旅館だと予約の電話が殺到した。

モニカ・キキィ
ハワイのアイドル学校・Waikiki School（ワイキキスクール）に通う中学2年生。10月16日生まれのてんびん座。血液型はO型。髪型はゆるくウェーブした茶色のロングヘア。褐色肌で、瞳の色は緑色。好きな食べ物はマラサダ、ハウピア。特技はフラダンス。
好きなブランドは、北大路さくらや姫里マリアと同じ「Aurora Fantasy（オーロラファンタジー）」。
アーケードでは2016シリーズ第2弾から登場。キュートタイプ。
明るく天真爛漫な女の子。アーケードではハワイへやってきたルミナス一行にフラダンスのレッスンをした他、ファイアーダンスにチャレンジすることも薦めていた。

## スターライト学園

### 主要関係者
光石 織姫（みついし おりひめ） / ヒメ
声 - 松谷彼哉 / 歌 - りさ（相沢梨紗）
スターライト学園の学園長。左目付近に泣きぼくろがある。一人称は「私」。現役時代はヒメの芸名で、相方のミヤとともにピンク色の仮面（素顔を隠しているわけではなく一種の飾り）を付けた伝説の国民的アイドルデュオ・マスカレードの一員として活動していたが、人気絶頂のまま謎の引退を遂げスターライト学園の学園長となった。太一からは昔は、姫ちゃんと呼ばれていたらしい。
当初、父・光石陽太郎の光石グループ総裁を継ぐ予定だったが自分の夢を追うために仮面をつけマスカレードを組み人気アイドルユニットとなる。人気絶頂の時に解散を決定、学園長のオファーを受ける。
学園の基本方針がセルフプロデュースなため、学園に対してオファーを受けた際、その内容に見合ったアイドル、または指定されたアイドルに対してその仕事内容を説明して、仕事をやるかどうかをアイドルに委ねる描写が多い。自身がアイドルに対して深入りすることは滅多にないが、仕事に対して悩んでいるアイドルや、伸び悩んでいるアイドルに対して手を差し伸べることもある。
アイカツ! フォトonステージでは、2016年8月19日のアップデートにて、アプリの50万ダウンロード公約での期間限定おでかけにおいて、マスカレード「ヒメ」として現役時代の姿でPRフォトが提供されている。

ジョニー別府（ジョニーべっぷ）
声 - 保村真
スターライト学園のいちご達（第76話頃よりあかり）の担任教師。マスカレードや美月の振付けも担当したダンスの大御所。雰囲気からしてDJの風貌をした男性で、よく回り、生徒達をハニーと呼ぶ。学園長によると、わざとキャラを演じているらしい。物忘れが多く、大切な話をいちご達に言い忘れ学園長を困らせるドジな一面がある。振付けのコーチとしては真面目に接する。人を脅かしたり怖い物が苦手で、特に魔夜の住む屋敷を苦手としている。星宮いちごを「スター宮」、瀬名翼を「瀬名ウィング」など名前の一部を英語にして呼ぶことが多い。学園長のことは「学園マザー」と呼ぶ。
ジョニーの指導方法である「ジョニー式駄目出し」は最初は褒めておきながら、後から細かいことを次々指摘ししまいには全体的に直されている。
かつてはサニーと共にダンスチーム『サニー＆ジョニー』を組んでいたが、サニーがデザイナーに転向したため、彼と一緒にダンスを踊ることはなくなった。その後サニーとは何年も会っていなかったが、凛のステージを観に来ていたサニーと再会。
名前の由来はジョニー・デップと大分県の別府市。ちなみにこの名前はサニーがつけたダンサーネームであり、本名は秘密だという。サニーに作ってもらった緑色のジャージを常に着ていたが、後に新しく仕立ててもらった赤色のジャージを着るようになる。
第139話にてジョニーは幼い頃に父親と死別していたことが判明する。また、妹のエリサが結婚することに何度も嬉し泣きしていた。
アイカツ! フォトonステージでは、2016年4月11日アップデート時点でSR・R・Nフォトでアイドルレベリングのステージに立てないトレーナーフォトで提供されている。また、2017年5月8日のアップデートに男子会のメンバーとして、アイドル枠でのSRフォトも提供された。

涼川 直人（すずかわ なおと）
声 - 豊永利行
スターライトクイーン専用の寮で働く青年。いちご達からは「掃除のお兄さん」と呼ばれる。月影と同じく右目を前髪で隠している。バンド以外は学園の女子に興味を示さないが、状況によっていちごやあおいに助言をすることもある。いちごの事を「人使いが荒い」と評しながらも、喜んでいる顔を見るのは嫌ではなさそうである。裏ではメジャーバンド『モア・ザン・トゥルー』のボーカルでリーダーの「ナオ」として活動しており、初心を忘れないように時々路上ゲリラライブをやっているが、バンドをやっていることは秘密にしている。後にいちごに正体を知られ口止めをしていたが、第44話のキングとの和解後には蘭とあおいにも正体を明かした。夢咲ティアラのスキャンダルになり得る秘密を知っており、ミスターS出没の噂を聞いた際はドリームアカデミーの近辺にも姿を見せている。夢咲ティアラの弟であることが第65話で明らかになった。
劇場版では、いちごにステージ用の歌を作るように頼まれた。自分ではいちごにとってのベストの歌を作れないと断ったが、代わりにシンガーソングライターの花音を紹介した。
第127話から教師になっており、凛やまどか達の担任になった。教師になった今でも清掃員時代の癖が抜けないらしく、手に箒を持って登場したこともあった。
2017年4月1日から実施された「ALL aikatsu stars! LIVE STATION 2 DJ LIVE JAPAN TOUR」では、声を担当する豊永利行が歌う「アリスブルーのキス〜AnotherColor〜」が初公開された。
アイカツ! フォトonステージでは『モア・ザン・トゥルー』のメンバーの「ナオ」として、2017年5月8日のアップデートにPRフォトが提供されている。

### 学園の生徒

#### いちご達の友人
立花 ミシェル（たちばな ミシェル）
声 - 福沙奈恵
第9話より登場。アメリカ人と日本人のハーフの少女。朝美とユニット「SpLasH!（スプラッシュ）」を組んで活動しているアイドル。蘭の友人。スペシャルオーディションの参加者の一人。いちごに「Angely Sugar（エンジェリーシュガー）」の場所を記した地図を渡すが、大昔の地図だったためにいちごが崖を登るはめになる。髪型はオレンジ色のサイドテール。
劇場版では、関係者席でステージを見ていた。
3DS用ソフト『アイカツ! シンデレラレッスン』では朝美と共にメインキャラクターの一人として登場している。
アーケードではCPU専用キャラクターとして登場。第3弾でキャンペーンカードとして登場。2016シリーズの「ライバルとユニット!?ストーリー」ではユニットが組めるライバルの一人。
アイカツ! フォトonステージでは、2016年8月31日のアップデートにおいて、「SpLasH!（スプラッシュ）」でストーリー登場と、イベント限定おでかけでのSRフォトを提供した。
氷室 朝美（ひむろ あさみ）
声 - 木戸衣吹
第9話より登場。物静かな少女。ミシェルとユニット「SpLasH!（スプラッシュ）」を組んで活動しているアイドル。蘭の友人。スペシャルオーディションの参加者の一人。髪型は黒い姫カットのロングヘアで、星型の髪飾りを付けている。
劇場版では、関係者席でステージを見ていた。
3DS用ソフト『アイカツ! シンデレラレッスン』ではミシェルと共にメインキャラクターの一人として登場している。
アーケードではCPU専用キャラクターとして登場。第3弾でキャンペーンカードとして登場。2016シリーズの「ライバルとユニット!?ストーリー」ではユニットが組めるライバルの一人。
アイカツ! フォトonステージでは、2016年8月31日のアップデートにおいて、「SpLasH!（スプラッシュ）」でイベントストーリーの登場をした。また、同年9月9日アップデートにはイベント限定でのSRフォトの提供している。
新城 絵麻（しんじょう えま）
声 - 名塚佳織
第23話登場。3年で卒業生。蘭が目標としている一人でモデルとしてだけでなくアイカツ!カードを駆使するスタイリストとしても有名。オーディションで橘杏奈のミューズ（専属モデル）に選ばれる。お気に入りの「SPICY AGEHA（スパイシーアゲハ）」以外にも沢山の服を好んでいる。
三森 あかね（みもり あかね）
声 - 藤田茜
第29話登場。あおいたちの後輩になる中等部1年生（さくらと同級生）。あおい達の授業やステージを見て前向きになりあおいを先生と仰ぐ。感動すると涙が出る。
市原 一華（いちはら いちか）
声 - 五十嵐裕美
第33、34話登場。中等部3年生。入学してすぐに1度だけ美月とユニットを組んだことがある。美月の選抜オーディションに決勝まで進むものの落選する。
西島 ニノ（にしじま にの）
声 - 松嵜麗
第33、34話登場。中等部3年生。入学してすぐに1度だけ美月とユニットを組んだことがある。美月の選抜オーディションに決勝まで進むものの落選する。
美浦 珊瑚（みうら さんご）
声 - 加隈亜衣
第33、34話登場。中等部3年生。入学してすぐに1度だけ美月とユニットを組んだことがある。美月の選抜オーディションに決勝まで進むものの落選する。
- 以下はいちご達のクラスメイトで、早くも第2話（映像のみ）から登場している。新入生登場以降はセリフは登場しない。

中山 ユナ（なかやま ユナ）
声 - 雨宮天
いちご達のクラスメイト。キュートタイプ。第12話ではメインのエピソードで登場。いつもはおしゃべり大好きな子だが、クリスマスにはアメリカ・ニューヨークにいる両親を思い出してしんみりしていた。その時はいちごに励まされる（この時いちごの活躍を見た大空あかりがアイドルを目指すきっかけとなった）。席はあおいの後ろで、真子と同席。髪色は茶色で、髪型は後髪をポニーテール風に赤い玉型の髪止めで整えている。ユリカと同じく、にんにくラーメンを好む。
アイカツ! フォトonステージでは、2016年4月時点でNフォトで登場している。
平坂 彩（ひらさか あや）
声 - 夏川椎菜（第5話）→ ?（第10話 - ）
いちご達のクラスメイト。キュートタイプ。席はいちごの前で、みうと同席。赤髪を団子型のツインテールにしている。
花月 みう（はなづき みう）
声 - 菊池こころ
第5、10話登場。いちご達のクラスメイト。ポップタイプ。世界的に有名なマジシャンの父を目指して修行中。席はあおいの前で、彩と同席。髪型はダブルシニヨンで、左頬にスペードのマークがある。
アイカツ! フォトonステージでは、2016年4月時点でNフォトで登場している。
久世 若葉（くぜ わかば）
声 - 雨宮天
第5話登場。いちご達のクラスメイト。クールタイプ。クイズ番組等で活躍するため勉強している。席はあおいの2つ後ろ。えんじ色のメガネをしている。緑色の髪。
アイカツ! フォトonステージでは、2016年4月時点でNフォトで登場している。
片桐 すみれ（かたぎり すみれ）
声 - 菅谷弥生
第5話登場。いちご達のクラスメイト。セクシータイプ。席は蘭の隣。髪型は紫の三つ編みおさげ。第14話（二役のため非公開）では、人気ドラマ『いけない刑事（でか）パート3』追加キャストオーディションを受けるが、緊張で実力が出せずに終わる。
アイカツ! フォトonステージでは、2016年4月時点でNフォトで登場している。
柚木 奈々（ゆずき なな）
声 - 杉浦奈保子（第6話）→夏川椎菜（第12話）
いちご達のクラスメイト。キュートタイプ。タレント志望。いつも紙パックのジュースを飲んでいる。まったりした性格。第6話では届いた荷物をいちごに教えただけで、映像には一切登場しない。第12話では、クリスマスパーティーに参加した。紫髪をショートのツインテールにしている。
アイカツ! フォトonステージでは、2016年4月時点でNフォトで登場している。
黒澤 ミチル（くろさわ ミチル）
声 - 夏川椎菜
第8話登場。いちご達のクラスメイト。クールタイプ。タレント志望。席は蘭の後ろ。左肩にドクロのアクセサリーを乗せており、中にはミスターココという名のネズミがいる。左目付近に泣き黒子がある。アニメ内アイカツランキング18位→19位。
アイカツ! フォトonステージでは、2016年4月時点でNフォトで登場している。
早瀬 小夏（はやせ こなつ）
声 - 雨宮天
第8話登場。いちご達のクラスメイト。キュートタイプ。席は蘭の前。髪型は茶髪のセミロングヘアで、左側に赤い×型のヘアピンを付けている。元気だけど泣き虫。第8話では横顔だが第33話で素顔が確認できる。
アイカツ! フォトonステージでは、2016年4月時点でNフォトで登場している。
望月 ゆかり（もちづき ゆかり）
声 - 森谷里美
第10話登場。いちご達のクラスメイト。席は一番前の真ん中の列の左側でちほと同席。ポップタイプ。アニメ第10話のクラスのシーンで、平坂と小山内と3人一緒に登場している。髪色は緑色で、後髪をツインテール風に束ねてる。
アイカツ! フォトonステージでは、2016年4月時点でNフォトで登場している。
小山内 ちほ（おさない ちほ）
声 - 福沙奈恵
第10話登場。いちご達のクラスメイト。ポップタイプ。席は一番前の真ん中の列の右側でゆかりと同席。アニメ第10話のクラスのシーンで、平坂と望月と3人一緒に登場している。髪色は黄色で、横長にツインテール風に束ねてる。
アイカツ! フォトonステージでは、2016年4月時点でNフォトで登場している。
吉川 心（よしかわ こころ）
声 - 福沙奈恵
第12、14話登場。いちご達のクラスメイト。クールタイプ。演技派でツッコミ気質。席は美咲と同席。第14話では、人気ドラマ『イケナイ刑事（でか）パート3』追加キャストオーディションを受けた。青色のアンダーリムメガネをしている。
アイカツ! フォトonステージでは、2016年4月時点でNフォトで登場している。
宮本 史奈（みやもと ふみな）
声 - 瀬戸麻沙美
第12、23話登場。いちご達のクラスメイト。セクシータイプ。おっとりしていてマイペース。席はいちごの後ろで、ユナと同席。髪型は青いセミロングで、前髪をオールバック風にヘアバンドで整えている。チャームポイントは口元の黒子。
アイカツ! フォトonステージでは、2016年4月時点でNフォトで登場している。
森 くるみ（もり くるみ）
声 - 木戸衣吹
第12話登場。いちご達のクラスメイト。ポップタイプ。席はなぎさと同席。頭にクマの耳が付いている。クマ好き。アニメ内アイカツランキング16位→17位。
アイカツ! フォトonステージでは、2016年4月時点でNフォトで登場している。
木村 リオ（きむら リオ）
声 - 森谷里美
第12話登場。いちご達のクラスメイト。クールタイプ。バレリーナ志望。動きが綺麗で爽やか。席はいちごの2つうしろ。髪型は2つの三つ編み輪っか。クリスマスパーティーでは、みんなと料理を作っていた。アニメ内アイカツランキング17位→18位。
アイカツ! フォトonステージでは、2016年4月時点でNフォトで登場している。
夏目 アキラ（なつめ アキラ）
声 - 菅谷弥生
第14話登場。いちご達のクラスメイト。クールタイプ。スポーツが得意。髪型はおでこを出したポニーテール。第14話では、人気ドラマ『イケナイ刑事（でか）パート3』追加キャストオーディションを受けた。
アイカツ! フォトonステージでは、2016年4月時点でNフォトで登場している。
平山 美咲（ひらやま みさき）
いちご達のクラスメイト。セクシータイプ。ブロンド髪の少女。席は心と同席。第18話でらいちからヒラリーと呼ばれていた。
アイカツ! フォトonステージでは、2016年4月時点でNフォトで登場している。
柴田 七海（しばた ななみ）
いちご達のクラスメイト。クールタイプ。席は前から見てあおいの左隣。髪型は銀髪に青いメッシュ入りで、前髪を上げている。
アイカツ! フォトonステージでは、2016年4月時点でNフォトで登場している。
宮川 杏奈（みやがわ あんな）
いちご達のクラスメイト。ポップタイプ。肌は褐色で、髪色はやや暗めの赤紫。ヒップホップダンスが得意。
アイカツ! フォトonステージでは、2016年4月時点でNフォトで登場している。
野々宮 千代（ののみや ちよ）
いちご達のクラスメイト。ポップタイプ。リンゴグッズが大好きで、リンゴ型のリュックサックを愛用している。席は前から見て一番左で、奈々と同席。
アイカツ! フォトonステージでは、2016年4月時点でNフォトで登場している。
松枝 なぎさ（まつえ なぎさ）
いちご達のクラスメイト。クールタイプ。グレー系のロングヘア。
アイカツ! フォトonステージでは、2016年4月時点でNフォトで登場している。
佐野 ハルミ（さの ハルミ）
いちご達のクラスメイト。キュートタイプ。妹キャラで可愛がられている。茶髪のツインテールで、ピンク色した数個の星型の髪止めで整えている。
アイカツ! フォトonステージでは、2016年4月時点でNフォトで登場している。
戸塚 サキ（とつか サキ）
いちご達のクラスメイト。ポップタイプ。お調子者。茶髪のセミロングヘア。
アイカツ! フォトonステージでは、2016年4月時点でNフォトで登場している。
菊池 カリン（きくち カリン）
いちご達のクラスメイト。セクシータイプ。目標には一途。赤いセミロングヘアに薔薇の髪止めで整えてる。
アイカツ! フォトonステージでは、2016年4月時点でNフォトで登場している。
藤本 エリカ（ふじもと エリカ）
いちご達のクラスメイト。セクシータイプ。セレブでちょっと世間知らず。茶髪系のロングヘア。
アイカツ! フォトonステージでは、2016年4月時点でNフォトで登場している。
高岡 トモエ（たかおか トモエ）
いちご達のクラスメイト。セクシータイプ。細かいことは気にしない。青系の髪で、後ろ髪をサイドにポニーテール風に整えてる。
アイカツ! フォトonステージでは、2016年4月時点でNフォトで登場している。
綾崎 マリア（あやさき マリア）
いちご達のクラスメイト。キュートタイプ。虫が苦手。赤系の髪をハート型に髪止めで整えてる。
アイカツ! フォトonステージでは、2016年4月時点でNフォトで登場している。
- 以下はいちご達とは別クラス

柚葉 めい（ゆずは めい）
声 - 水間友美
第7話登場。いちごとは別クラス。PON PONクレープキャンペンガールオーディションを受けた生徒。第12話（映像のみ）ではクリスマスパーティー実行委員の打ち合わせに同席している。髪型は黄色いセミショトーヘア。
烏丸 律（からすまる りつ）
声 - 木戸衣吹
第14話登場。いちご達とは別クラス。第14話では、人気ドラマ『イケナイ刑事（でか）パート3』追加キャストオーディションを受けた。
中森 小春（なかもり こはる）
声 - 三村ゆうな
第20話登場。いちご達とは別クラス。しずくの親友。ユリカのファンの一人。茶髪。
保坂 しずく（ほさか しずく）
声 - 安野希世乃
第20話登場。いちご達とは別クラス。小春の親友。ユリカのファンの一人。緑髪。
宮内 もも（みやうち もも）
声 - 森谷里美
第22話登場。いちご達とは別クラス。髪型は青いツインテール風の髪型で、白い蝶結びの髪止めで整えている。
以下はいちご達が進級2年生（第26話）以降から登場する新入生の生徒。
相馬 紀理子（そうま きりこ）
声 - 夏川椎菜
第26、74話登場。中等部1年生。6月30日生まれ。中等部2年生に進級した蘭がトレーナーを務めることになった、いちご達より学年が1つ下の後輩。赤い輪っか型のヘアバンドで髪を整えている。小学2年生の頃からモデルをしており、新入生ファッションショーオーディションでは優勝している。
稲垣 千春（いながき ちはる）
声 - 森谷里美
第26、74話登場。中等部1年生。中等部2年生に進級したあおいがトレーナーを務めることになった、いちご達より学年が1つ下の後輩。あおいからは後輩ちゃんと呼ばれる。29話（二役のため非公開）ではいちご達の授業を受けた。
弾正 雅春（だんじょう まさはる）
声 - 三村ゆうな
第26、29話登場。中等部1年生。あかね達や乃英流の親友。さくらに憧れている。第29話冒頭で隠れていちご達を見ていた4人組の一人で、いちご達の授業を受けた。グレー色のポニーテール。
琴原 乃英流（ことはら のえる）
声 - 福沙奈恵
第26話登場。中等部1年生。あかね達や雅春の親友。さくらに憧れている。29話（二役のため非公開）ではいちご達の授業を受けた。
千堂 夢歌（せんどう ゆめか）
声 - 瀬戸麻沙美
第29話登場。中等部1年生。第29話冒頭で隠れていちご達を見ていた4人組の一人で、いちご達の授業を受けた。青いセミロングヘア。
勝俣 ひばり（かつまた ひばり）
声 - 木戸衣吹
第29話登場。中等部1年生。第29話冒頭で隠れていちご達を見ていた4人組の一人で、いちご達の授業を受けた。赤い髪のポニーテール。
可川 風花（かがわ ふうか）
声 - 森谷里美
第29話登場。中等部1年生。いちご達の授業を受けた生徒。ピンク系のツインテール。
結城 亜也子（ゆうき あやこ）
声 - 福沙奈恵
第29、74話登場。中等部1年生。いちご達の授業を受けた生徒。紫系のポニーテール。
長崎 安寿（ながさき あんじゅ）
第29話登場。中等部1年生。髪色は緑系。29話で可川と結城とペアで登場している。
三輪 皐月（みわ さつき）
声 - 福沙奈恵
第30話から登場。中等部1年生→2年生→3年生。さくらのルームメイト。ロック好きの生徒。黄緑のメッシュを入れ、パンクのように逆立てた紫のショートカットをしており、赤いメガネをかけている。
部屋ではいつも音楽を聴いているためさくらとの会話シーンは無かったが、60話で再登場した際はさくらの変化について述べている。
パートナーズカップではさくらとペアを組んで参加した。82話のパートナーズカップではクールタイプのブランド「Swing ROCK（スイングロック）」の衣装を着ていることから、お気に入りのブランドは「Swing ROCK」だと思われる。
アニメ内アイカツランキング19位→20位。
由布子（ゆうこ）
第71話登場。あおいの後輩。歌とダンスが得意。グリーンのツインテールの少女。個性を出すのに悩んでるのをあおいにうちあけ、アドバイスを貰った。
宮小路 友美（みやこうじ ともみ）
声 - 小堀幸（第77話）
第74話から登場。あかりの先輩にして、いちごの後輩。ハート型の髪飾りを付けている。第74話では中等部卒業式の送る言葉に参加。第77話では入学初日のあかりに学園を案内した。

#### あかり達の友人
以下はいちご達が高等部入学（第77話）以降から登場する新入生の生徒。
長谷川 まつり（はせがわ まつり）
声 - 矢野亜沙美
第102話から登場。ユウの新たなルームメイト。ユウと一緒に行動することが多い（ユウ不在の間は時々あかり達と一緒にいることがある）。茶色のロングヘアで、黄緑色のヘアバンドを付けている。
第136話で服部ユウとユニット「THUNDERBOLT」を組んだ。
兒玉 杏奈（こだま あんな）
声 - 桑原由気
第121話登場。あかりのクラスメイト。キュートタイプ。ピンクのロングヘア。121話で李奈とペアで登場し、137話ではユニット「シャンプー&リンス」を組む。
アーケードでは2015シリーズからCPU専用キャラクターとして登場。2016シリーズの「ライバルとユニット!?ストーリー」ではユニットが組めるライバルの一人。
アイカツ! フォトonステージでは、2016年4月時点でNフォトで登場している。
常葉 李奈（とこは りな）
声 - 福沙奈恵
第121話登場。あかりのクラスメイト。クールタイプ。銀髪系のショートヘア。121話で杏奈とペアで登場し、137話ではユニット「シャンプー&リンス」を組む。
梅田 ありさ（うめだ ありさ）
声 - 山岡ゆり
第132話から登場。あかりのクラスメイト。クールタイプ。珠璃からユニットのパートナーに誘われるが、歌よりモデルとして頑張っていきたいとの理由で辞退した。青系のロングヘア。
赤枝 優子（あかえだ ゆうこ）
声 - 齋藤小浪
第132話登場。クールなノリの歌が好き。珠璃からユニットのパートナーに誘われるが私には無理と言って断った。
綿貫 ミミ（わたぬき ミミ）
声 - 辻あゆみ
第135話登場。あかりのクラスメイト。血液型はO型。身長160cm。好きな食べ物はわたあめ、アイス。特技は歌、妄想。ピンク色のアフロヘアーのような髪型が特徴。
アーケードでは2015シリーズからCPU専用キャラクターとして登場。第2弾でキャンペーンカードとして登場。キュートタイプのステージではプレイヤーのステージを観に来ることがある。2016シリーズの「ライバルとユニット!?ストーリー」ではユニットが組めるライバルの一人。
第137話では、二階堂うららとユニット「ミミ♪ララ」を組んでいる。
アイカツ! フォトonステージでは、2016年4月時点でNフォトで登場している。
幽木 れいか（ゆうき れいか）
声 - 冨岡美沙子（アニメ） / 伊達朱里紗（アーケード）
あかりのクラスメイト。血液型はAB型。身長は154cm。好きな食べ物はわかめ、緑茶。特技は裁縫、スキンケア。好きなブランドは「LoLi GoThiC」だが臆病な性格であり、お化けが怖くてデザイナーの魔夜に会いに行けない。髪型は前髪で右目が隠れたお下げの黒髪。
アーケードでは2015シリーズからCPU専用キャラクターとして登場。第2弾でキャンペーンカードとして登場。クールタイプのステージではプレイヤーのステージを観に来ることがある。2016シリーズの「ライバルとユニット!?ストーリー」ではユニットが組めるライバルの一人。
アイカツ! フォトonステージでは、2016年4月時点でNフォトで登場している。
水越 アリサ（みずこしアリサ）
声 - 中恵光城
あかりのクラスメイト。血液型はA型。身長は155cm。好きな食べ物は肉まん、レモン。特技はマジック、格闘技。黄緑の髪で、黄色のヘアバンドを付けている。かえでに憧れていることから、好きなブランドは「MAGICAL TOY」だと思われる。
アーケードでは2015シリーズからCPU専用キャラクターとして登場。第2弾でキャンペーンカードとして登場。ポップタイプのステージではプレイヤーのステージを観に来ることがある。2016シリーズの「ライバルとユニット!?ストーリー」ではユニットが組めるライバルの一人。
アイカツ! フォトonステージでは、2016年4月時点でNフォトで登場している。
二階堂 うらら（にかいどう うらら）
声 - 長谷美希（アーケード）
あかりのクラスメイト。おでこを出して前髪を横分けにした緑系のロングヘアに頭上でハート型に整えた和風な髪型と、麻呂のような置き眉が特徴。
アーケードでは2015シリーズからCPU専用キャラクターとして登場。セクシータイプのステージではプレイヤーのステージを観に来ることがある。2016シリーズの「ライバルとユニット!?ストーリー」ではユニットが組めるライバルの一人。
第137話では綿貫ミミとユニット「ミミ♪ララ」を組んでいる。
アイカツ! フォトonステージでは、2016年4月時点でNフォトで登場している。
宮崎 十夢（みやざき とむ）
声 - 齋藤小浪（第147話）
あかりのクラスメイト。クールタイプ。第132話では珠璃がユニットを組む仲間を探す場面で、珠璃とすれ違うシーンに登場している。第80話ではアイカツブートキャンプに参加。灰色系のポニーテール。
柴田 寿（しばた すず）
声 - 安部和紗（第135話, 147話）
第135話登場。あかりのクラスメイト。ポップタイプ。第80話ではアイカツブートキャンプに参加。黄色系のショートのツインテール。
朝井 ネムネム（あさい ネムネム）
あかりのクラスメイト。キュートタイプ。第80話ではアイカツブートキャンプに参加。
琴世 春子 （ことせ はるこ）
あかりのクラスメイト。クールタイプ。第80話ではアイカツブートキャンプに参加。髪型はおでこを出した前髪を横分けのセミロングヘア。
高城 美宥（たかぎ みひろ）
あかりのクラスメイト。セクシータイプ。第80話ではアイカツブートキャンプに参加。髪型はおでこを出した黄色系の後髪を束ねたおさげ。
及川 凛（おいかわ りん）
声 - 高橋未奈美
あかりのクラスメイト。ポップタイプ。オレンジ色のロングヘア。第137話では大島ユリエとユニット「オレンジグレープ」を組んでいる。
アイカツ! フォトonステージでは、2016年4月時点でNフォトで登場している。
栗林 キノ（くりばやし キノ）
声 - 冨岡美沙子
中等部1年生で、あかりのクラスメイト。ポップタイプ。赤色系のセミロングヘア。
中谷 愛菜（なかたに あいな）
あかりのクラスメイト。ポップタイプ。黄色い中国風の髪型。
小桜 結（こざくら むすび）
あかりのクラスメイト。ポップタイプ。白い髪。輪っか型のピアスをしている。
武藤 美織（むとう みおり）
あかりのクラスメイト。セクシータイプ。赤いロングヘアで、前髪を上げてる。
アイカツ! フォトonステージでは、2016年4月時点でNフォトで登場している。
冴木 奈々（さえき なな）
あかりのクラスメイト。セクシータイプ。赤いツインテールの少女。
アイカツ! フォトonステージでは、2016年4月時点でNフォトで登場している。
内田 朱里（うちだ じゅり）
声 - 冨岡美沙子
あかりのクラスメイト。ポップタイプ。茶髪系のセミロングヘアにヘアバンドで整えてる。
アイカツ! フォトonステージでは、2016年4月時点でNフォトで登場している。
小池 未姫（こいけ みき）
あかりのクラスメイト。クールタイプ。水色系のセミロングヘア。
音羽 ひまり（おとは ひまり）
あかりのクラスメイト。キュートタイプ。髪型はリング系のツインテール。
アイカツ! フォトonステージでは、2016年4月時点でNフォトで登場している。
琴河 音（ことかわ おと）
あかりのクラスメイト。キュートタイプ。赤色系のセミロングヘアにヘアバンドで整えてる。
アイカツ! フォトonステージでは、2016年4月時点でNフォトで登場している。
瀬戸 くくる（せと くくる）
声 - 冨岡美沙子（アニメ） / 内藤有海（アーケード）
あかりのクラスメイト。ポップタイプ。黄色の三つ編みツインテール。
アーケードでは2015シリーズ第4弾以降からCPU専用キャラクターとして登場。2016シリーズの「ライバルとユニット!?ストーリー」ではユニットが組めるライバルの一人。
大島 ユリエ （おおしま ユリエ）
声 - 下山田綾華（アーケード）
あかりのクラスメイト。セクシータイプ。髪色は紫。第137話では及川凛とユニット「オレンジグレープ」を組んでいる。
アーケードでは2015シリーズ第4弾以降からCPU専用キャラクターとして登場。2016シリーズの「ライバルとユニット!?ストーリー」ではユニットが組めるライバルの一人。
永尾 美咲（ながお みさき）
あかりのクラスメイト。クールタイプ。
レオナ・ストループ
声 - 加隈亜衣（第147話）
あかりのクラスメイト。セクシータイプ。髪色は茶髪系。第147話で3人が大スターライト学園祭のチラシを見ているシーンに登場。
ココア・クローズ
あかりのクラスメイト。セクシータイプ。緑色系のおさげ髪。
西園寺 つばき（さいおんじ つばき）
声 - 清水彩香
もちうさぎのちゃお連載漫画『アイカツ! GO! GO! GO!』の主人公。
アニメでは第160話登場。アーケードでも2016シリーズの限定ステージ『西園寺つばきのアイカツ!GO!GO!GO!』によもぎと共に登場している。
ひなき達の隣のクラスであかり達とも別のクラス。キュートタイプ。身長は156cm。お嬢様気質で「パーフェクトレディ」と称されている。ときどき心の声が漏れる。
「Dreamy Crown」のプレミアムドレスを欲しているが一度断られている。
漫画版に比べ、アニメ版やアーケード版では頭のリボンや髪のボリュームがやや控えめになっている他、髪の色が若干異なっている。
以下はあかり達が進級2年生（第127話）以降から登場する新入生の生徒。
木崎 しずか（きさき しずか）
声 - 藤田茜
第127話から登場。中等部1年生。セクシータイプ。中等部2年生に進級した珠璃がトレーナーを務めることになった、あかり達より学年が1つ下の後輩。珠璃とは対照的に落着いた性格。第132話で珠璃からユニットのパートナーに誘われるが、自分の進む道を模索するため辞退した。
青木 ひなた（あおき ひなた）
声 - 小堀幸
第127話登場。中等部1年生。キュートタイプ。中等部2年生に進級したひなきがトレーナーを務めることになった、あかり達より学年が1つ下の後輩。のりが良く、ひなきと少し性格が似ている。
木村 結音（きむら ゆいね）
声 - 冨岡美沙子
第130話登場。中等部1年生。あかり達の後輩であり、凛とまどかのクラスメイト。第130話で涼川先生の出席に返事をする声だけの登場で、姿は不明。
今城 小絢（いまき さや）
声 - 加隈亜衣
第137話から登場。中等部1年生。あかり達の後輩。ユニットカップのスタッフを務める。茶髪系の横分けで緑色の髪止めで整えている。あかりにドレスのカードを届けるが高岡七渚らが荷物と間違えて持っていってしまう。
高岡 七渚（たかおか なな）
声 - 冨岡美沙子
第137話から登場。中等部1年生。あかり達の後輩。ユニットカップのスタッフを務める。赤ピンク系の髪に白いヘアバンドが特徴。あかりのドレスのカードをファンのプレゼントと間違えて荷物と一緒に持っていてしまう。

#### アニメ版末登場
小久保 ユカ（こくぼ ユカ）
声 - 山本希望
髪型は黒い姫カットのロングヘアで赤い花飾りを付けている。いつも元気で明るい性格。ちょっと天然だが、持ち前の明るさで難しいこともポジティブに乗り切るタイプ。「○○だしー！」という口調が特徴。
アーケードではCPU専用キャラクターとして登場。第3弾でキャンペーンカードとして登場。2016シリーズの「ライバルとユニット!?ストーリー」ではユニットが組めるライバルの一人。アーケード以外ではニンテンドー3DSソフト『アイカツ! My No.1 Stage!』に登場する。
第64話では福女ラッキーアイドルレースの出場者名簿に名前のみが提示されていた。
園田 あいり（そのだ あいり）
声 - 慶長佑香
髪型は白やピンクのメッシュが入った茶色のサイドテール。超実力派のダンサーアイドル。一見近寄りがたい派手な外見だが、気さくで話しやすい姉御肌。
アーケードではCPU専用キャラクターとして登場。第3弾でキャンペーンカードとして登場。2016シリーズの「ライバルとユニット!?ストーリー」ではユニットが組めるライバルの一人。アーケード以外ではニンテンドーDSソフト『アイカツ! My No.1 Stage!』に登場する。
真白 桃（ましろ もも）
漫画『ちゃお』読切版（カラーワイドコミックスvol.1収録）に登場。スターライト学園に通ういちご達と同期のアイドルの卵。ドジっ子。

### 学園の職員
白藤 舞（しらふじ まい）
声 - 奥原彩
スターライト学園の教師の一人。専門教科はアイカツ！カードに関する衣装のコーディネート。いちごの編入試験のライブーシーンで、綾と共に審査を行った。ウェーブのかかった青いセミロングヘアが特徴。
仲原 綾（なかはら あや）
声 - 杉浦奈保子
スターライト学園の関係者で、編入試験の面接官の一人。ステーショナリーイメージキャラクターオーディションの担当も務める。ウェーブのかかった茶髪のロングヘアが特徴。
浅倉 美和（あさくら みわ）
声 - 津田匠子
第7話から登場。スターライト学園のダンス指導の講師で、PON PONクレープキャンペンガールオーディションの担当もしていた。スリムな体型の中年女性。ダンスには厳しいスパルタ肌の先生だが、実は北大路左近の大ファン。当時セイラが編入試験を受けた面接官の一人で、アイドルよりロックミュージシャンの方を進めた。
間宮 翔（まみや しょう）
声 - 高橋英則
第9、65話登場。スターライト学園の関係者で、スペシャルオーディションの担当者。サングラスを掛けた青年。時間には厳しく、いちごがスペシャルオーディションに間に合わなければ蘭とあおいだけ出るようにと言い渡した。フレッシュガールズカップでは綾と共に審査を行った。当時セイラが編入試験を受けた面接官の一人で、アイドルよりロックミュージシャンの方を進めた。
ロビー鈴城（ロビーすずしろ）
声 - 下妻由幸
第33話登場。スターライト学園の歌の講師で、全生徒に声の発声の特訓を行った。性格は温厚。
高瀬 孝一（たかせ こういち）
声 - 北田理道
第65話登場。当時セイラが編入試験を受けた面接官の一人で、アイドルよりロックミュージシャンの方を進めた。
四ツ葉 春 （よつば しゅん）
声 - 平川大輔
第103話から登場。新しく入ったスターライト学園のスイーツのシェフで、星形のドーナツを販売している。
第120話で実は元アイドルで、シェフになる夢をかなえる為に引退していた事が判明する。アイドル時代の頃は「よっしゅん」という愛称があった。
アイドル時代には現在はデザイナーであるサニーにレッスンをしてもらっていた経験がある。
『アイカツスターズ!』のコラボエピソードにて、諸星学園長と面識があることが語られた。
アイカツ! フォトonステージでは男子会のメンバーとして、2017年5月8日のアップデートにSRフォトが提供されている。
長浜 美鶴 （ながはま みつる）
声 - 慶長佑香
第117話から登場。スミレ、ひなき、のの、リサのクラスの担任。スターライト学園の歌の講師で、第117話ではスミレに声の発声のレッスンを行った。第130話ではスミレと凛に発声のレッスンを行った。

## ドリームアカデミー

### 主要関係者（ドリームアカデミー）
夢咲 ティアラ（ゆめさき ティアラ）
声 - 遠藤綾
第2部より登場。ドリームアカデミー学園長。スターライト学園で働いている涼川直人の姉であり、夢咲ティアラという名は芸名。
元々はIT関連事業の社長だったが、夢だったアイドルの育成を目指すため社長を辞任。ドリームアカデミーを設立し現在に至る。更にそれ以前はマスカレードのライブスタッフを務めており、これがきっかけで世界に魅了される。スターライト学園長の織姫とはその頃からの知り合い。
ただ、アイドルに関する知識は少々欠落していたため、スターライト学園を辞めた美月をアドバイザーとして迎え入れている。

### 学園の生徒（ドリームアカデミー）
雨音 みらい（あまね みらい）
声 - 慶長佑香
第66話登場。セイラやきいの同級生。寮では、きいの隣の部屋。紫色のおかっぱ頭に星型の髪飾りを付けている。アニメ内アイカツランキング10位→11位。
高藤 ゆきこ（たかふじ ゆきこ）
クールタイプ。アニメでは第79話や第81話（きいのパソ君）で確認できる。グリーンのロングヘアに蝶結びのリボンで髪を整えている。アニメ内アイカツランキング11位→12位。
三木元 典子（みきもと のりこ）
第61話登場。そらにブラシングやメイクしてもらい、魅力がアップした。
北原 理央（きたはら りお）
第68話で、回想のみ登場。マリアやそらと一緒にレッスンをしていた。
小竹 三紗（こたけ みさ）
セクシータイプ。第80話で、アイカツブートキャンプに参加。

## その他の学園
長岡（ながおか）先生
声 - 保志総一朗
第118話から登場。京都のアイドル学校・姫桜女学院の講師で、みやびをスカウトした。光石学園長の友人。アイドルに向いているのだろうかと葛藤していた、みやびにスターライト学園の交換留学を進めた。

## 芸能関係者
月影 ほのか（つきかげ ほのか）
声 - 浅川悠
第3話から登場。神崎美月の担当マネージャー。プレミアムシャイニングステージのチーフマネージャーも務める。右目を前髪で隠しているクールな雰囲気の女性。美月退学時も行動を共にしており、美月復帰の際の美月の独立事務所を立ち上げている。みくるからは親しみを込めて「ほのかっち」と呼ばれている。
劇場版では、美月を探して事務所を訪れたあかりに、美月がオフに行きそうな場所を紹介した。
井津藻 見輝（いつも みてる）
声 - 宇垣秀成
第12話から登場。TV TKYのディレクター。テレビ特番のための取材をしており、いちご達に同行する。ぽわプリの冠番組「ぽわ散歩」も担当。第1〜3期のスターライト（第2期はドリアカとの合同クリスマスパーティ）のクリスマスパーティの取材も行っていた。
舘石 アキ（たちいし アキ）
声 - 神田朱未
第14話から登場。人気ドラマ『イケナイ刑事』シリーズの主演女優。スターライト学園卒業生。
羽柴 サキ（はしば サキ）
声 - 浅野真澄
第14話から登場。人気ドラマ『イケナイ刑事』シリーズの主演女優。スターライト学園卒業生。
まぐろさん
声 - 櫻井トオル
第19話から登場。10年以上続いている人気トーク番組『踊る!まぐろ御殿』の司会者。周りからは「トークの鬼」と言われており、つまらない話は全てカットしてしまうらしい。
関西弁でしゃべり、いちごに「妹」キャラを演じてと無茶ブリする。モデルはお笑いタレントの明石家さんま。
その後しばらく出演がなかったが、第111話で再登場。ボケをかましたあおいに対してツッコミを入れていた。
第129話では大空お天気を見て、あかりを推薦。スミレ、ひなきと共に『踊る！まぐろ御殿』の出演依頼を出した。なお、劇中の反応から本人は「トークの鬼」と呼ばれていたことを知らなかったと思われる。
黒崎（くろさき）監督
声 - 仲野裕
第21話登場。オシャレ怪盗☆スワロウテイルの監督。マスカレードだった頃の光石学園長（ヒメ）とミヤに演技のイロハを教えた人物。
村木（むらき）監督
声 - 新垣樽助
第32話登場。ソロCMの監督。天羽あすかが考案したエンジェリーベアのCM企画の一員。温厚でおおらかな性格。第43話では映画「不思議の国のアリス」で映画初監督。
相馬 裕太（そうま ゆうた）
声 - 森谷里美
第32話登場。紀理子の弟。CMでのいちごの弟役。いちごに村木監督についてアドバイスした。
グッピー
歌 - ねむ（夢眠ねむ）
第40話登場。あおいが小学生の頃に好きだったアイドル。コスチュームはフューチャリングガール。地元の盆踊りにゲスト出演したのをあおいが見に行った時にいちごと出会ったのが2人が知り合ったきっかけとなった。
Mr.S（ミスターエス）
声 - 置鮎龍太郎
第56話より登場。これまでに数々のスクープをものにしてきた凄腕芸能レポーター。ユリカのスキャンダルも彼の手のもので、あおいやきい達は自分達のスキャンダルが狙われてると思っていたが、ドリームアカデミーの秘密を追っていた。第63話にも登場し、いちご達と美月の会話を盗み聞きしたことでドリームアカデミーの秘密を知り、記事にしようとしたがその場に居合わせた彼女達のことを思う西島サブ子に妨害されて身を引くこととなった。
Mr.SのSは、シークレット(Secret)、スキャンダル(Scandal)、スクープ(Scoop)を指すとのこと。
ワクナベ監督
声 - 飛田展男
第59話登場。新作ドラマ『チョコポップ探偵』の監督。天昇が高くワッショイが口癖。「アイカツ！チョコ」の発売に合わせて、コラボドラマの内容をあおいに提案した。
西島 サブ子（にしじま さぶこ）
声 - 斉藤貴美子
第63話登場。紅白アイカツ合戦!にゲスト出演した演歌界の大御所。アイカツ!カードならぬ巨大なエンカツ!カードで巨大な衣装を出現させて歌った。いちごたちを見所があると認め、また美月がドリアカにいることをスクープしたMr.Sを大喝した。
三隅 悦子（みすみ えつこ）
声 - 冬馬由美
第70話登場。おしゃれ探検隊 クールエンジェルス新シリーズの女性監督。出演者にアクションを強いるため、オーディションもかなり過酷。
徳井 十九（とくい とおく）
声 - 松本健太
第76話から名前有りで登場（以前までは名無し）。アイドル情報番組の司会者で、イベント大会の司会進行も務める。『アイカツスターズ!』のコラボエピソードにもアナウンス音声として登場した。
ペッパー軍曹
声 - 浜田賢二
第80話登場。あかりが受けたアイカツブートキャンプの鬼教官。いちごも渡米中に参加したことがあり、知り合い。
加藤（かとう）監督
声 - 四宮豪
第109話から登場。新作ドラマ『アイカツ先生！』の監督。
桃井 美香（ももい みか）
声 - 高橋未奈美（第112話、第151話以降）→中恵光城（第124話）→冨岡美沙子（第141話）
第112話から登場。アイドル情報番組の司会者。112話では徳井十九と共に番組の司会をしている。第116話では細谷と共にあかりのお天気キャスター発表会の司会をしている。第141話では世界激辛フェスのリポーターをしている。
七瀬 小雪（ななせ こゆき）
声 - 福沙奈恵
第112話から登場。星宮いちごのゲリラライブの司会者。第131話では徳井十九と共に番組の司会をしている。
小橋 彩香（こはし あやか）
声 - 岡田栄美
第116話登場。TV TKY気象センターのお天気キャスター。あおいと共演したことがある。テレビ中継以外は眼鏡をかけている。
細谷（ほそや）プロデューサー
声 - 佐藤拓也
第116話登場。『おはよウォッチ』のプロデューサー。お天気キャスターオーディションの面接官やあかりのお天気キャスター発表会の司会も務める。
大石 たかお （おおいし たかお）
声 - 中村太亮（第116話）→新川麗（第167話）
第116話から登場。あかりが観たテレビに出ていたお天気キャスター。第167話ではあかりのステージライブの司会。
水谷 郁子（みずたに いくこ）
声 - 嶋村侑
第117話から登場。シャンプのCM担当者。イメージモデルオディションの有力候補としてあがっていたスミレを誘うが、スミレが歌手になる道を進むため身を引き彼女を応援した。その後第131話で、スミレと凛の結成ユニット『ダンシングディーヴァ』の新曲を気に入りシャンプのCMに使用することを光石学園に提案しスミレと凛と共にCM製作することになった。
長澤 利夫（ながさわ としお）
声 - 河西健吾（第119話）→永野善一（第123話）→田久保修平（第133話）
第117話から登場。『おはよウォッチ』の司会者。
白井 美紗子（しらい みさこ）
声 - 山口恵（第117話）→中恵光城（第133話）
第117話から登場。『おはよウォッチ』の司会者。
おおぞラッコ
第117話から登場。『おはよウォッチ』のお天気コーナー『大空のお天気』のマスコットキャラクター。青と白に塗り分けられたラッコの姿をしたきぐるみで、大きな貝（中身は天気が書かれたフリップボード）を抱えて頭に「クモモ」という別のキャラクターを乗せている。お天気コーナーでは、アシスタントとして大空あかりのサポートやフォローをおこなう。
三浦 健司（みうら けんじ）
声 - 木島隆一（第132話）→祐仙勇（第153話）
第132話から登場。珠璃とひなきの結成ユニット『情熱ハラペーニョ』の初ステージライブの司会者。第153話ではルミナス全国ツアーの情報番組の司会者。
ホセ
声 - 落合弘治
第141話登場。世界激辛フェスに出店するメキシコ料理ブースの代表者。イメージガールとして『情熱ハラペーニョ』を選んだ。ひなきの提案で、スペイン料理人のカミーノ・セリオとのコラボメニューが人気となり優勝する。
中屋（なかや）
声 - 藤田咲
第163話登場。大手玩具メーカ「DANDAI（ダンダイ）」の社員で、女の子向け新ブランド「ハピネストイズ」の開発担当者。アイドル好きのミーハーで、初めてあかり達と対面した時は興奮してテンションが上がった。あかりの提案でアイカツドールの企画を進めトップデザイナーの天羽あすかにもエンジェリベアーと一緒にCMを出して貰えるように許可をもらった。
花音（かのん）
声 - 藤村歩 / 歌 - こだまさおり
劇場版で登場。劇中で直人がいちごに紹介したシンガーソングライター。劇中で、「輝きのエチュード」の作詞、作曲をしたのが彼女。
人気はまださほどないが、恋愛をテーマにした歌を多く手掛けている。
一度学園で、「素敵な明日を迎えられる歌」を作成して披露した際、歌詞に物足りなさを感じていたいちごに、「今、自分が思いを伝えたい相手はだれか」という質問をした。この時、「歌を届けるときは、皆にぼんやり伝えるより、一人に思いをしっかりぶつける方が、結局は皆にしっかりと伝わる」という自分の考えを同時にいちごに伝えた。いちごに対しての美月さんとは誰かを聞いて、「美月さんが素敵な明日を迎えられるような歌」という考えをもとに歌詞を作り直し、いちごに歌詞を送信。その後、完成した「輝きのエチュード」はステージでいちごによって披露された。

### モア・ザン・トゥルー
直人のいるバンド。そのため、直人の登場するエピソードに登場する。
ヒロ
声 - 岸尾だいすけ
第11話から登場。『モア・ザン・トゥルー』のギター担当。金髪。
アイカツ! フォトonステージでは2017年5月8日のアップデートにおいて、『モア・ザン・トゥルー』のメンバーとしてSRフォトが提供されている。
シュラト
声 - 野島裕史
第11話から登場。『モア・ザン・トゥルー』のベース担当。シルクハットを被り、白い化粧をしている。
アイカツ! フォトonステージでは2017年5月8日のアップデートにおいて、『モア・ザン・トゥルー』のメンバーとしてSRフォトが提供されている。
キング
声 - 日野聡
第44話登場。『モア・ザン・トゥルー』のドラム担当。音楽性の違いから一度は脱退するが、いちごの説得で復帰する。涙もろい。
アイカツ! フォトonステージでは2017年5月8日のアップデートにおいて、『モア・ザン・トゥルー』のメンバーとしてSRフォトが提供されている。

## デザイナー
天羽 あすか（あまはね あすか）
声 - 井上喜久子
第9話で初登場し、第31話から再登場する。光石学園長の友人で、眼鏡を掛けた温厚な壮年女性。星宮りんごともマスカレード時代からの知り合い。天羽まどかの祖母。
女の子の魅力を最大限に引き出す洋服がテーマで、初めてのデートで着ていくと彼と結ばれるという伝説もある「Angely Sugar（エンジェリーシュガー）」ブランドの美の巨匠と呼ばれるトップデザイナー。いちごの好きなブランドでブランド誕生は180年前まで遡るほど。「Angely Sugar」のデザイナースタジオは山の上にあるが、最近建設された高速エレベーターを使わず崖を登って来たいちごに興味を持ち、プレミアムドレスをカードにして渡す。
第32話ではエンジェリーシュガーのエンジェリベアーCMの出演選考の際にはいちごを推した。エンジェリーベアーは元々は自分の子供たちのために作ったが、たくさん作られるようになってもされても笑顔になってほしいという願いをこめて作っている。
第64話では福女ラッキーアイドルレースで見事優勝をおさめて星座プレミアムドレスお仕立券を獲得したいちごのためにうお座の星座プレミアムドレス・「マーメイドピスケスコーデ」を制作し、いちごに手渡した。第98話ではいちごとセイラの熱意に応え、Swing ROCKのトップデザイナー・マキナと2wingSの衣装であるふたご座の星座プレミアムドレスを共同制作する。
劇場版では、ステージ用の衣装「リラフェアリーコーデ」を作成。かなりぎりぎりだったが、ユリカ達を介してドレスを渡した。
第133話では、エンジェリーシュガーをもっと輝かせたいという孫娘のまどかの決意をくみ取り、「エンジェルアリスコーデ」を渡した。
藤崎 正一（ふじさき しょういち）
声 - 家中宏
第9話から登場。あすかの付き人。眼鏡を掛けた中年男性。普段は庭の手入れを行っている。いちごからは「植木屋さん（第98話では庭師さん）」と呼ばれる。第二部では第98話に再登場し、いちごと再会している。第133話ではプレミアムドレスを貰いにきた、まどかとあかりを迎えた。
神代 レイ（かみしろ レイ）
声 - 野島健児
第40話から登場。光石学園長の友人。女性秘書（声 - 藤村歩）がいる。近未来をテーマに、オシャレに見せたい時の勝負服にぴったりの一歩先行くデザインの「FUTURING GIRL（フューチャリングガール）」ブランドのパリコレでも認められる先鋭デザイナー。あおいの今までのオーディションを見て気に入り、あおいにプレミアムカードを渡す。
ドレスの出来に迷い、文字通り殻に篭ってしまったことがあったが、あおいの説得により、ドレスは人が纏ってこそ完成することを思い出し、あおいにプレミアムドレスを渡す。
第71話ではFUTURING GIRLの星座プレミアムドレスのお披露目ライブにあおいを指名。その後、彼の制作したみずがめ座のプレミアムドレスをまとったあおいは星座プレミアムドレスのお披露目を無事成功させた。第90話ではFUTURING GIRLのミュージックビデオ制作をあおいにオファー。その際、あおいは自身のブランドの最大の理解者だと表現していた。
橘 杏奈（たちばな あんな）
声 - 沢海陽子
第8話では回想シーン、第23話では映像のみ登場。織姫学園長の友人。セクシー&ゴージャスがテーマで大胆な肌露出が特徴のギャルブランドである「SPICY AGEHA（スパイシーアゲハ）」を立ち上げた、元カリスマモデルでありチーフデザイナー。スターライト学園には滅多に来ない。蘭とは学園に用事で来た時に知り合った。その後、蘭との再会を喜び彼女にプレミアムカードを渡す。専属モデルオーディションでは絵麻をミューズに選ぶが、蘭にも期待しているようで「私を追いかけではダメ」との伝言と共にプレミアムカードを渡している。
第57話ではいちご渡米中に蘭がSPICY AGEHAの専属モデルに選ばれており、蘭にしし座の星座プレミアムドレスを渡している。
虹ヶ原 マコト（にじがはら マコト）
声 - 三木眞一郎
第15話から登場。洋服に超ビッグサイズのフルーツやキャンディが付いた、楽しくてカラフルなデザインの「誰でも着ればハッピーになれちゃう!」がコンセプトのブランド「HAPPY RAINBOW（ハッピーレインボー）」のトップデザイナー。リーゼント風の髪型で、オカマ口調。グリーン・グラスの友人でもある。
時間に厳しく、遅刻したおとめに対してプレミアムカードは渡さないつもりであったが、おとめが持っていた指輪を見て一緒にいた老女が自分の父が昔好きだった相手だったと知り、おとめと「ラブこそ全て！」と意気投合してカードを渡す。
第83話でおとめをイメージして星座プレミアムドレスを作ったが、セット造りのアイデアが浮かばなく苦悩していたためおとめに会いに行ったところ、おとめが滑り台に滑っているところを見てアイデアが浮かぶ。その後HAPPY RAINBOWの星座プレミアムお披露目の際におとめにおうし座の星座プレミアムドレスを渡す。
夢小路 魔夜（ゆめこうじ まや）
声 - 大川透
第20話から登場。中世ヨーロッパ貴族のような華やかなラインにダークカラーをデザインしたゴシック&ロリータがテーマで、蝙蝠や蜘蛛の巣、黒猫などをダークなものをモチーフとした「LoLi GoThiC（ロリゴシック）」のトップデザイナー。300年彷徨っているという設定で、伯爵風の衣装と顔にメイクをしている美形な中年男性。そう簡単にカードを渡すことがないほど怖い人と言われ、ロリゴシックへの思いとアイドルになるという強い決意を試すため、幽霊屋敷のような洋館に住みバイトを雇い来客を驚かせている。一緒にいるコウモリの名前は「アラン（声 - 高橋未奈美）」。誰よりもロリゴシックにふさわしいアイドルになると宣言したユリカを認め、プレミアムカードを渡す。第89話では星座ドレスが未完成だったため、完成した際はアランに使いをさせ、やぎ座の星座プレミアムドレス、ナイトメアカプリコーンコーデをユリカに渡した。
第108話ではユリカと協力してスミレにテストをした後、スミレに白雪姫のロマンスプレミアムカード「スノープリンセスコーデ」を託す。
グリーン・グラス / 柊 リサ（ひいらぎ リサ）、柊 エレナ（ひいらぎ エレナ）
声 - 恒松あゆみ（柊リサ）、中司ゆう花（柊エレナ）
第30話から登場。妖精が童話の中から出てきたようなファンタジックなドレスで、デザインモチーフは野の花や妖精、蔦、森などの自然からも着想を得ており、アイドル衣装としてだけでなく舞台衣装としても高い評価を受けている「Aurora Fantasy（オーロラファンタジー）」のトップデザイナー。元は絵本作家であり、さくらも幼い頃から彼女たちの絵本「妖精のおくりもの」のファンだった。その所在はトップシークレットで、虹ヶ原マコトなど極一部の者しか知らない。
相当な人見知りで「会うときには一人で行くこと」と「中で見たことも秘密してもらう」との条件でさくらと会う。実は双子で、さくらから手紙をもらっていたにもかかわらず筆不精だったため返事を書くことができなかった。さくらに会いたかったと話し返事が書けなかった代わりとしてプレミアムカードを渡す。
第68話では直接会うことはなかったが、姫里マリアにも彼女の思いを受け、おひつじ座の星座プレミアムドレスを渡している。
マルセル
第34話から登場。遊園地やマジシャンをイメージした愉快なブランド、「MAGICAL TOY（マジカルトイ）」のトップデザイナー。人を楽しませることが好きでピエロに変装して町を歩き、デザインのヒントを探している。彼自身はしゃべらないが、女性の通訳者がいる。必ずトップアイドルになるというかえでにプレミアムカードを渡す。
第66話では来日した際に、きいのMAGICAL TOYに対する思いやセイラの親友のために頑張る姿に心を動かされ、きいにいて座の星座プレミアムドレス・ユニコーンサジットコーデを手渡す。
KAYOKO（かよこ）
声 - 渡辺明乃
第84話から登場。「ViVid Kiss（ヴィヴィッドキス）」のトップデザイナー。ファッションに厳しく、発売されたファッション雑誌はあらかたすべて読んでいる。「ちょーヤバい」などの若者言葉でしゃべる。みくるの単独コンサートのために美月が要請され、みくるを試すために栽培が難しいミラクルフラワーを注文し、見事ミラクルフラワーを咲かせて配達にやって来たみくるのがんばりを認め、かに座のプレミアムドレスを渡す。
第113話では一度プレミアムドレスを渡すのを断ったひなきが「自分だけにしか出来ないオシャレで楽しむこと」を見つけ、パーティーを盛り上げてくれたことでプレミアムロマンスドレスを作ることを約束、第114話でくるみ割り人形のプレミアムドレスである「クララキャロルコーデ」を学園長づてにひなきに手渡す。後の120話ではサプライズでひなきに人魚姫のプレミアムドレス・「バブルスマーメードコーデ」を直接手渡していた。また、第141話では新作のPR「ピーターアドベンチャーコーデ」にスパイスが足りないと悩んでいたが、ひなきのアドバイスで糸口を見つける。その後、「世界激辛フェス」のステージ直前にひなきに手渡した。
マキナ
声 - 雪野五月
第93話から登場。ロックバンドをやっていて、世界各地を転々としている。「Swing ROCK（スイングロック）」のトップデザイナー。世界中を回るバンドのベーシストでドレスのデザインもしている。第98話ではいちごとセイラの熱意に応え、Angely Sugarのトップデザイナー・天羽あすかと2wingSの衣装であるふたご座の星座プレミアムドレスを共同制作する。
瀬名 翼（せな つばさ）
声 - 田丸篤志
第106話で初登場（本格的な登場は107話から）。天羽あすかの弟子。「王冠が似合うかわいい衣装」をテーマにしたブランド「Dreamy Crown（ドリーミークラウン）」のトップデザイナー。衣装作りに協力してくれたあかりに白鳥の湖がモチーフのプレミアムロマンスドレスを渡す。
第123話では新作プレミアムドレスのデザインに取りかかるが新作ドレスのイメージが湧かず制作は難航。しかしあかりが『大空お天気』の番組中、「おやゆび姫」の絵本を提示したことからイメージが出来上がり、ドレスが完成する。当初瀬名自身はいちごに自分の作ったプレミアムドレスを着てほしいと考えていたが、いちごが新作ドレスを見た際にあかりのようだと表現したことから「サンベリーナブーケコーデ」はあかりの手に渡ることとなった。
126話ではオフを過ごすあかり達にドリーミーレイクの敷地を開放、不器用でなかなか準備の捗らないあかり達の手伝いもした。
134話ではあかりにユニットドレスとともに「アイカツエールブレス」を手渡した。
劇場版ではいちごや美月とともにステージに臨むあかりに「スリーピングオーロラコーデ」を手渡す。
アイカツ! フォトonステージでは男子会のメンバーとして、2017年5月8日のアップデートにSRフォトが提供されている。
エンシエロ 篤（エンシエロ あつし）
声 - 松本保典
第110話から登場。「ほとばしる情熱と熱い血潮」が魅力のブランド「Sangria Rosa （サングリアロッサ）」のトップデザイナー。かつて珠璃の母親、可憐にもプレミアムドレスを渡した事がある。しかし情熱をそそぐあまり、本気をぶつけられる相手がいなくなって心を凍らせていたが、珠璃の熱いフラメンコを見て「魂をこがしている人々や凍えてしまった心に灯っている炎を激しく燃え上がらせるドレスを作りたい」気持ちを思い出し、珠璃にシンデレラのプレミアムロマンスドレスを渡した。第149話では珠璃達からドレスを頼まれるが急用の仕事の都合により彼女達の願いに答えることができなかったので、弟子のムレータ淳朗を紹介した。
ムレータ淳朗（ムレータあつろう）
声 - 斎賀みつき
第149話登場。若手デザイナーで、エンシエロ篤の一番弟子。エンシエロ篤が急用の仕事の都合で、師匠の代わりに珠璃、まどか、凛の結成ユニット『バニラ・チリ・ペッパー』のドレス作りを引き受けた。デザインで3人のイメージが思い浮かばなく苦悩し消極的になるが珠璃に励まされ自信を取り戻したことで、3人のユニットドレスを完成させる。
サニー
声 - 鳥海浩輔
第128話登場。ダークカラーやシルバーにネオンカラーの差し色がクールでセンセーショナルなブランド「Dance Fusion（ダンスフュージョン）」のトップデザイナー。伝説のダンサーとしても有名で、かつてはジョニー別府と共にダンスチーム『サニー＆ジョニー』を結成していた。現在は少し太ってしまっているが、ダンスの実力は健在。ジョニーの育てたアイドルに自らのブランドの衣装を着てもらうことが夢で、ジョニーの教え子である凛が彼の元に訪れた際に、「君のようなアイドルを輝かせることができたなら僕も嬉しい」と凛にピノキオがモチーフのプレミアムドリームドレスを手渡した。
その際、凛に「サニー＆ジョニーを復活してほしい」と頼まれるが「同じ道を一緒に歩く事だけが仲間じゃない」と彼女に教えた。
如月 ルーシー（きさらぎ ルーシー）
声 - 白石涼子
第157話登場。都会的な女の子をイメージした小悪魔でオシャレなブランド「Dolly devil（ドーリーデビル）」のトップデザイナー。ひらめきを大事にしていて自由なちょっと変わった人物で、ののとリサがドーリーデビルのオフィスを訪ねに街へ繰り出した際も、アーバンガールズコレクションの締め切りが過ぎているにもかかわらず、ひらめきを求め街へ出てハプニングを探しに出かけていた。ののとリサに出会ったことでいいアイディアがひらめき、プレミアムドレスを2着制作しののとリサに送り届けた。

## 親族・家族関係者
星宮 りんご（ほしみや りんご） / ミヤ
声 - 能登麻美子 / 歌 - えいみ（成瀬瑛美）
いちごの母親。家族で、弁当屋「なんでも弁当」を営む。悩んでいるいちごにスターライト学園への編入を勧めた。少女時代はボブヘアで、ライブの経験がありアイカツ!カード（スターライトティアラ）を所持するなど謎の多い女性。光石学園長と何らかのかかわりを持つ描写が見られる。
子供たちには黙っていたが、正体は元・伝説のアイドルユニット『マスカレード』のミヤ。引退後、表舞台から完全に姿を消す。その後の彼女の足取りは明かされていなかったが、スターライトクイーンカップで再結成した際にいちごに正体を明かす。芸能界を引退したのは単に弁当屋をやりたかったためと語っている。作中でりんごがミヤである事実を知ったのはいちご、らいち、あおい、蘭、美月のみであり、マスカレードのヒメであった光石学園長やジョニー、天羽あすか等は元から知っていたが、大半の人物には未だにその正体を知られていない。
アイカツ! フォトonステージでは、2016年8月19日のアップデートにて、アプリの50万ダウンロード公約での期間限定おでかけにおいて、マスカレード「ミヤ」として現役時代の姿でPRフォトが提供されている。
星宮 らいち（ほしみや らいち）
声 - 瀬戸麻沙美
いちごの弟。10歳の小学生→中学生（第76話頃より）。トップアイドル神崎美月のファン。あおいに劣らぬアイドル好きで、カメラに収めるためにデジカメを所持している。アイドルの匂い（心で感じるため嗅覚とは無関係）が分かり、アイドルが放っている輝きのオーラを匂い（アイドルの匂い）に例えることが出来る。マスカレードの再結成ライブのテレビ映像を見た際にも、その能力でミヤの正体が母親であるりんごである事を見抜き驚愕した。あおいと出会ってからは彼女の大ファンとなっており、バレンタインの時には思いが先走りスターライト学園に女装して侵入してしまうこともあった（第18話参照）。自宅とセイラの喫茶店用にアイカツ壁新聞を発行しており、しばしば重要なプライベート情報をリークすることもある。
中学生になってからはより男の子らしく成長。アイカツ新聞活動（この時期にはPCで編集）の他、部活でサッカーを始めており、店の手伝いも積極的にしている。中学生になってからはノエルのクラスメイト。
『未来へのSTARWAY』では19歳に成長。背が伸び声も低くなり、少年時代と比べて落ち着いた振る舞いになっている。
星宮 太一（ほしみや たいち）
声 - 子安武人
第25話より登場。いちごの父親。世界中を回ってまだ知られていないおいしい食べ物を探す仕事をしておりほとんど家にいない。彼の話す土産話は誇大妄想のような壮大なエピソードばかりだが、家族によれば約束は必ず守り嘘は絶対につかないという。いちごのおいしそうに食べる食事の食べ方など大げさな表現は父親ゆずり。ユリカの吸血鬼キャラを真に受けるなど天然な一面も持っている。
光石学園長とも知り合いで、彼女を「ヒメちゃん」と呼んでいる。妻がミヤであったことも知っていた様子である。
音城 颯太（おとしろ そうた）
声 - 北田理道
第53話から登場。セイラの父親で星宮家の近所の喫茶店「Cafe Vivo」経営。
音城 貴子（おとしろ たかこ）
声 - 岡田栄美
第53話から登場。セイラの母親。
北大路 左近（きたおおじ さこん）
声 - 田村睦心
第26話から登場。北大路さくらの双子の兄で若手イケメン歌舞伎役者。4月6日生まれ。さくら同様、感情が高まると「北大路劇場」をしてしまう。妹に過保護で学園に入学することも反対していたが、オーディションの姿を見て応援することにする。
冴草 さなえ（さえぐさ さなえ）
声 - 菅谷弥生
第55話から登場。冴草きいの母親。現在は孤島の診療所で医師をしている。きいによくアクセサリーを送っている。
大空 小陽（おおぞら こはる）
声 - 氷上恭子
第76話から登場。大空あかりの母親。学生のころから陶芸をやっている。
大空 学（おおぞら まなぶ）
声 - 荻野晴朗
第115話から登場。大空あかりの父親。地質学者で、やたらと土がらみの話をする。
氷上 あずさ（ひかみ あずさ）
声 - 長谷美希
第103話から登場。氷上スミレの姉。スミレにスターライト学園に入学するよう勧めた。「LoLi GoThiC」が好きで、彼女の影響を受けてスミレも「LoLi GoThiC」が好きになった。
ひなきパパ、ひなきママ
声 - 伊藤健太郎、岡村明美
第105話から登場。ひなきの両親。下の名前は不明。父親はカメラマン、母親はファッション雑誌の編集長。
紅林 可憐（くればやし かれん）
声 - 根谷美智子
第109話から登場。紅林珠璃の母親。著名な女優で、代表作は「カルメン探偵」。
カミーノ・セリオ
声 - 内田夕夜
第110話登場。紅林珠璃の父親。スペイン人の料理人。故郷はアンダルシア。第141話では世界激辛フェスでメキシコ料理ブース代表のホセとコラボメニューを出店した。
エリサ別府（エリサべっぷ）
声 - 金元寿子
第139話登場。ジョニー別府の妹で、幼い頃に父親を亡くしてからは兄を父のように慕っている。自分の結婚式ではジョニーにエスコートしてもらった上に、兄の教え子であるあかりとスミレに祝福された。
大地 豊（だいち ゆたか）
声 - 根本明宏
第154話登場。ののの父親。ジャガイモ畑の農家で、白樺家と親しい。少し無口で大人しい。
大地 一乃（だいち かずの）
声 - 慶長佑香
第154話から登場。ののの母親。ののがアイドルになるこに心配していたが、白樺家との相談で受け入れた。
大地 穣（だいち みのる）
声 - 高橋未奈美
第154話から登場。ののの弟。ゲーム好き。
白樺 静生（しらかば しずお）
声 - 林和良
第154話登場。リサの父親。大地家と親しい。リサがアイドルになることに快く受け入れオーディションを受けることを進めた。
白樺 玲子（しらかば れいこ）
声 - 中恵光城
第154話から登場。リサの母親。リサがアイドルになることに快く受け入れた。

## ファン
太田 駆（おおた かける）
声 - 三瓶由布子
第4話から登場。いちごのオーディション動画をみてファンになったファン第2号（第1号はあおい）。陸上をしており挫折しかかっていたが、いちご達の頑張る姿を見て自分もやる気になる。あおい以上の体力を持つ。
藤山（ふじやま）さん
声 - 喜田あゆ美
第24話登場。中年の女性。いちごにサインをねだった。
りおん
声 - 麻倉もも
第42話登場。いちごのファンの少女。小学生。STAR☆ANISサマーツアーでいちごと知り合い楽しい一時を過ごした。
持田 ちまき（もちだ ちまき）
声 - 谷井あすか
第89話登場。握手会にきたユリカの大ファンの女の子。比較的最近のファンで昔のスキャンダルのことは知らない。握手会で「（ユリカのように）どうやったら強くなれるか」と彼女に相談され、ユリカは即答することができなかったが、「LoLi GoThiC」の星座プレミアムドレス発表の際に彼女を探し出し元気付けた。
東 あさひ（あずま あさひ）
声 - 五十嵐裕美
第111話登場。あかりの大ファンで、何時もあかりにファンレターを出している。らいちやノエルのクラスメイト。握手会当日に風邪で行けなくなったが、らいちやノエルの協力により携帯電話であかりと話すことができた。
城沢 トモヨ（しろさわ トモヨ）
声 - 原紗友里
第119話登場。みやびの大ファンの女の子。バレー部のキャプテン。ボーイッシュで背が高いことからコンプレックスを感じ可愛いくなりたいと悩んでいたが、みやびに相談しキラキラッターを通して一歩を踏み出す勇気を貰った。
知子（ともこ）、真須美（ますみ）、ほのみ
第120話登場。四ツ葉春のアイドル時代からの大ファン。

## その他
ムーン
ごくたまにいちごのキラキラッターにつぶやきを入れる人物。ただし文面が詩的なため、いちごはほとんど理解していない。
近藤 真子（こんどう まこ）
声 - 藤田麻美
第5話登場。蘭のかつてのルームメイトで友人。アイドルの夢を挫折し学園を去るが、今でも蘭を応援している。
今井 瞬（いまい しゅん）
声 - 小幡記子
第13話登場。いちごとあおいが以前通っていた学園のクラスメイト。
足立 未来（あだち みく）
声 - 小幡真裕
第13話登場。いちごとあおいが以前通っていた学園のクラスメイト。
時任 みか子（ときとう みかこ）
声 - 美馬利恵子
第13話登場。いちごとあおいが以前通っていた学園のクラスメイト。
稲村 郁代（いなむら いくよ）
声 - 横尾まり
第15話登場。おとめがマコトとの待ち合わせに向かう途中で出会った老婦人。50年前にある人に告白したときの思い出の大きなクスノキを探しており、おとめ達と一緒に探すことになる。切られてしまっていたもののクスノキは見つかり、お礼におとめに思い出の指輪を渡す。
トーマス
第52話登場。いちごが渡米中に親友になったシャチ。
ミミ
声 - 園崎未恵
第61話登場。幼い頃のそらがモロッコで出会ったボヘミアン。そらがデザインを好きになったきっかけ。しばらくはモロッコに留まっていたが、そらに元気をもらい旅立っていった。
堤 なぎさ（つつみ なぎさ）
声 - 高橋李依
第83話登場。おとめが小学生時代に出会った幼稚園の園児。恥ずかしがり屋でドロシー役が出来ずにいたが、おとめに励まされる。「HAPPY RAINBOW」の星座プレミアムドレス発表の際、おとめと再会している。
田中 健太郎（たなか けんたろう）
声 - 松田利冴
第162話登場。幼稚園の園児。6歳。通称「お笑いマスター・ケンちゃん」。お笑いに厳しく彼に認められたお笑い芸人は売れっ子になる噂があるため芸人アイドルから一目置かれている。
マリー
白雪バンビのちゃお連載漫画『アイカツ! Secret Story』に登場のオリジナルキャラクター。
2月12日生まれ。血液型はO型。好きな食べ物はのり弁、チョコチップクッキー。苦手な食べ物はこんにゃく。特技は折り紙。
父親が日本人のハーフの少女。いちごが渡米していた時に出会いアイドルに憧れ、一緒にアメリカでアイカツをすることになる。